# Artsaj
Artsaj, oficialmente denominada República de Artsaj (en armenio: Արցախի Հանրապետություն, romanizado: Arts'aji Janrapetutyun) y conocida hasta 2017 como República del Alto Karabaj (en armenio: Լեռնային Ղարաբաղի Հանրապետություն, romanizado: Lernayin Karabaj Janrapetutyun) o República de Nagorno Karabaj, fue un Estado con reconocimiento limitado, actualmente incorporado a Azerbaiyán, situado en Transcaucasia.
Artsaj controló parte de la región del Alto Karabaj, en territorios que eran reconocidos internacionalmente como pertenecientes a Azerbaiyán, cercanos a la frontera con Armenia (al oeste). Las fronteras entre Armenia y Azerbaiyán se convirtieron en objeto de controversia cuando ambos países se independizaron del Imperio ruso en el año 1918, en particular la zona del Alto Karabaj que presentaba una gran diversidad étnica. Aun cuando ambos Estados fueron incorporados a la Unión Soviética algunos años después, la controversia continuó y la zona del Alto Karabaj seguía en 1923 dentro de la República Socialista Soviética de Azerbaiyán, conformando el óblast autónomo del Alto Karabaj (en ruso: Нагорно-Карабахская автономная область, romanizado: Nagorno-Karabájskaya avtonómnaya óblast).
A fines de los años 1980, producto de la disolución de la Unión Soviética, la región volvió a convertirse en una fuente de controversia entre Armenia y Azerbaiyán, que habían recuperado su independencia, derivando en la guerra del Alto Karabaj desde 1991 hasta 1994. La población de este Estado estaba formada casi totalmente por armenios, mientras que la población de origen azerí acusaba haber sido expulsada o haber huido de la región.
El 10 de diciembre de 1991, la población de origen armenio de la región autoproclamó el territorio como república independiente para finalizar los enfrentamientos entre los países vecinos. Aun cuando contaba con el apoyo activo de la República de Armenia, la República de Artsaj era escasamente reconocida. El territorio, activamente reclamado por Azerbaiyán, contaba con el apoyo de tres Estados no reconocidos: Abjasia, Osetia del Sur y Transnistria. El 15 de noviembre de 2022, el Senado de Francia aprobó una resolución para reconocerla como país. Sería el primer país miembro de la ONU en hacerlo.
Tras la guerra de 1994, la República controlaba la gran mayoría del territorio del antiguo óblast autónomo soviético junto con una parte importante de las regiones circundantes en territorio de Azerbaiyán que no estaban en disputa. En 2020, estalló una nueva guerra en la que Azerbaiyán obtuvo la victoria y logró recuperar gran parte de los territorios, reduciendo a Artsaj al entorno inmediato de la capital Stepanakert y algunas otras ciudades. Desde entonces, el acceso al país era sólo posible por el corredor de Lachín, el cual era supervisado por Fuerzas Terrestres de Rusia en una Misión de paz. Cabe destacar que el corredor sufrió un bloqueo desde 2022 por parte de Azerbaiyán, el cual creó una crisis humanitaria en la región y llevó a tensiones con Armenia e Irán, con una misión rusa de paz de por medio. 
Varias escaramuzas tuvieron lugar entre Armenia y Artsaj contra Azerbaiyán desde el cese al fuego de 2020, que culminaron con los enfrentamientos de septiembre de 2023, los cuales ganó Azerbaiyán e inició formalmente el proceso de disolución de la república y su reintegración en el marco constitucional azerí. Más tarde, desde el 1 de octubre de 2023, casi toda la población de Nagorno-Karabaj huyó hacia Armenia, desatando una crisis de refugiados.
Tras ello, el enclave quedó prácticamente deshabitado, incluso de sus gobernantes, que se encontraban ya en Armenia desde principios de octubre de 2023. En este contexto, las autoridades artsajíes acordaron la disolución de la república, que dejaría de existir como Estado independiente el 1 de enero de 2024 mediante la eliminación de sus instituciones tras el acuerdo del 28 de septiembre. Sin embargo, el líder de la autoproclamada República, Samvel Shahramanián, anuló el 22 de diciembre de 2023 la disolución de la región por considerar que no existían documentos legítimos que, en el marco de la legislación de Nagorno Karabaj, previeran dicha medida, y decidieron establecer un gobierno en el exilio, con un edificio de representación en Ereván.

## Nombre
El nombre de Artsaj (en armenio: Արցախ) se origina en la Antigüedad; Estrabón se refiere a la región como Orjistene y en inscripciones urarteas del siglo  VII a. C. se la denomina Ardakh, Urdekhe y Atakhuni. Según David Lang, deriva del rey Artaxias I de Armenia (190–159 a. C.).
Una etimología popular hace derivar el nombre de Arán Sisakeán, primer najarar del noreste de Armenia y descendiente de Hayk, en la forma Ar, apócope de Arán, y tsaj, «bosque» o «jardines», con lo cual significaría «los jardines de Arán».
Este nombre se empleaba para denominar a la décima provincia del antiguo Reino de Armenia, cuyo uso ha continuado a lo largo de la Edad Media y en tiempos modernos. En la Alta Edad Media se utilizaba el nombre del distrito más importante: Jachén, del armenio jach que significa «cruz».

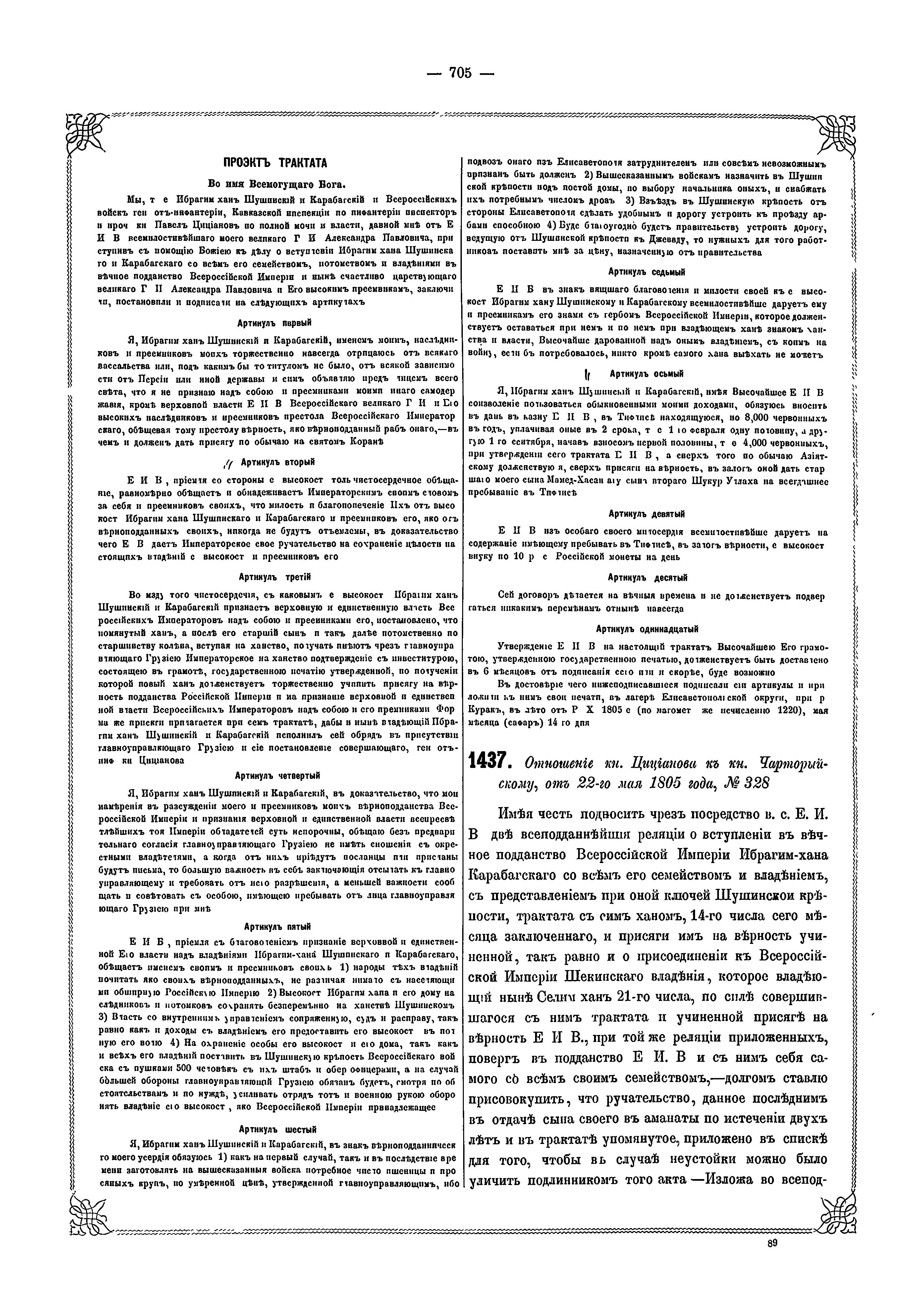
Tratado de Kurakchay

El término ruso Nagorno Karabaj, empleado por la prensa, es de origen moderno. Nagorno- es un adjetivo atributivo ruso, que se deriva del adjetivo nagorny (нагорный), cuyo significado es «territorio elevado», mientras que Karabaj tiene un origen túrquico o persa y significa (en un contexto literario) «jardín negro»; aparece por primera vez en el siglo XIII. En 1805, el Kanato de Karabaj, Ibrahim Shushinsky, de origen turco-azerí y musulmán, firmó el Tratado de Kurakchay que convirtió al Kanato en un protectorado del Imperio ruso. 
Durante el período soviético, el nombre oficial de la región era óblast autónomo del Alto Karabaj (en ruso: Нагорно-Карабахская автономная область/Nagorno-Karabájskaya avtonómnaya óblast; en azerbaiyano: Dağlıq [montañoso] Qarabağ Muxtar Vilayəti y en armenio: Լեռնային Ղարաբաղի Ինքնավար Մարզ / Leṙnayin [montañoso] Gharabaghi Ink’navar Marz). En otras lenguas se utiliza una forma mixta, pues se traduce el adjetivo y se conserva el sustantivo, así en español: Alto Karabaj, como recomienda el Diccionario Panhispánico de Dudas.

## Historia
Artsaj fue la décima provincia (nahang) del Reino de Armenia desde 189 a. C. hasta 387 d. C. y después parte de la Albania caucásica desde 387 hasta el siglo VII. Durante este periodo, comprendido entre el siglo V hasta el siglo VII la región fue gobernada por la dinastía armenia noble de los Arranshahik, que llegaron a desempeñar un papel considerable en los asuntos de la Albania caucásica. Con la conquista islámica, desde el siglo VII a mitad del IX formó parte del Emirato de Armenia. En el año 821 se formó el principado de Jachén y en 885, con el reconocimiento de soberanía del Reino de Armenia Bagrátida, formó parte de la misma. Cerca del año 1000 se proclamó el Reino de Artsaj, aceptando la hegemonía de Ani. Fue una de las últimas organizaciones políticas armenias en mantener su autonomía después de la invasión turca iniciada en el siglo XI.

### Época soviética

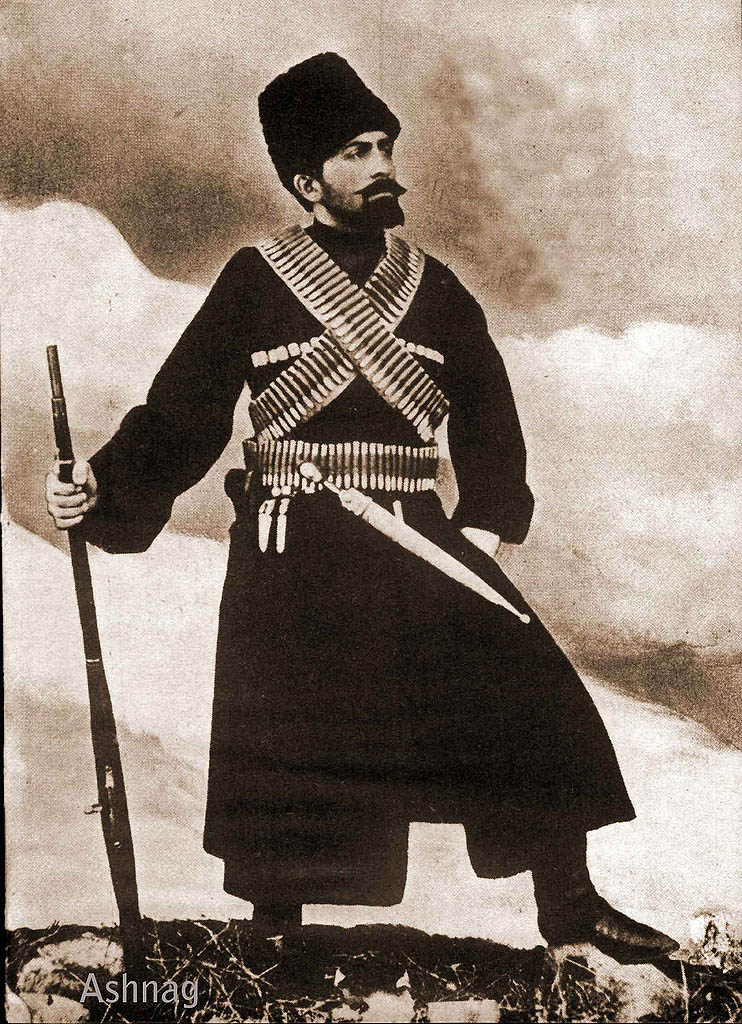
Guerrillero del Karabaj de principios del.

Durante el gobierno de los zares, el Alto Karabaj era administrado desde Bakú. En 1918, después de la caída del Imperio Ruso y la Revolución de Octubre, el territorio fue reclamado por la República Democrática de Azerbaiyán. No obstante, la región tenía una población predominantemente armenia (cerca del 90 %), de modo que también fue reivindicada por la Primera República de Armenia. 
Azebaiyán fue apoyada por el Imperio otomano y, cuando este fue derrotado y cayó, por los británicos, quienes ocuparon partes de Azerbaiyán y defendieron su reclamación sobre el Alto Karabaj. Armenia y Azerbaiyán iniciaron conversaciones para que los límites entre ambos países se fijarean durante la próxima Conferencia de Paz de París de 1919.
En ese momento estalló la guerra civil, y en ese marco se desató un breve conflicto armado entre armenios y azeríes durante los primeros meses de 1920. Finalmente, el Ejército Rojo creó el Azerbaiyán soviético en los territorios de la República Democrática de Azerbaiyán. Este hecho permitió que Armenia recuperase los territorios de Zangezur y Artsaj, pero estos fueron tomados por los bolcheviques el 26 de mayo de 1920 y el resto de Armenia cayó poco después en poder del Ejército Rojo, para constituirse en una república soviética. El gobierno de la recién creada República Soviética de Azerbaiyán prometió en abril de 1920 que el Alto Karabaj pasaría a dominio armenio. 
El discurso del partido bolchevique sostenía a la vez el derecho al desarrollo de las nacionalidades junto al concepto de internacionalismo proletario. En el Cáucaso, se creó entonces una organización llamada Kavbiuro (acrónimo de Oficina del Cáucaso) a fin de supervisar la integración de la región en la futura unión soviética. Un georgiano, Grigory Ordzhonikidze, fue el presidente, secundado por el ruso Sergey Kirov.
En referencia a Karabaj, se apoyó el 3 de julio de 1921 en principio la integración de la región en Armenia, pero dos días después una declaración revirtió esa decisión «considerando la necesidad de armonía nacional entre musulmanes y armenios, el vínculo económico entre el Alto y el Bajo Karabaj y sus vínculos permanentes con Azerbaiyán».  Algunos historiadores armenios sostienen que esto sucedió por intervención directa de Stalin (lo que otros desmienten) y de Nariman Narimanov, presidente del Comité Revolucionario Azerbaiyano (Azrevkom) y sin considerar las protestas del Partido Comunista Armenio. El último argumento fue el bloqueo: si Karabaj pasaba a Armenia, Bakú no le suministraría más combustible. También se ha aducido una razón estratégica para ello: impedir una acción bélica turca contra el Cáucaso.
El 20 de diciembre de 1922, tanto la Armenia soviética como el Azerbaiyán soviético fueron admitidos en la recién creada Unión de Repúblicas Socialistas Soviéticas, y en 1923, se constituyó el óblast autónomo del Alto Karabaj dentro de Azerbaiyán. Aunque los armenios en Alto Karabaj continuaron deseando la reunificación con Armenia, el conflicto estuvo en gran parte latente durante la era soviética en la República Socialista Soviética de Armenia.

### Guerra e independencia

Situación en Alto Karabaj desde la Primera guerra del Alto Karabaj en 1994 hasta la Segunda guerra del Alto Karabaj del 2020:
El Alto Karabaj.
Territorio azerí bajo el control de las fuerzas militares de Armenia como "colchón de seguridad".

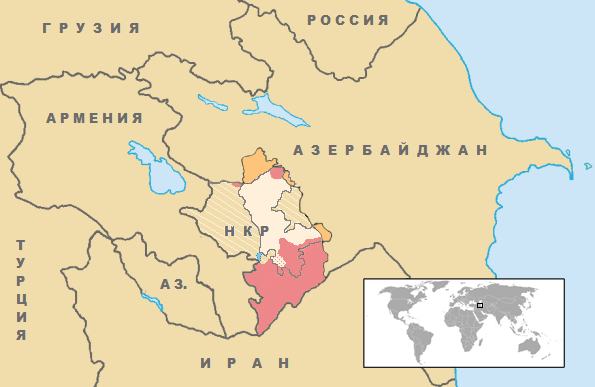
Primera línea en el momento de la firma del acuerdo tras la guerra de 2020 con las ganancias territoriales de Azerbaiyán durante la guerra en rojo y el área de la que Armenia se retiró según el acuerdo de alto el fuego representado por el área rayado.

Con la disolución de la Unión Soviética en 1991 se reabrió el debate sobre el futuro de la zona. Creyendo que se había puesto un plan para difundir allí la cultura azerí, los habitantes de etnia armenia, apoyados por su país, crearon un movimiento para la unión con el mismo. En noviembre de 1991, tras la declaración de secesión de los armenios de Karabaj, el parlamento de Azerbaiyán decidió quitar la autonomía a aquel territorio, lo que conllevó la celebración de un referéndum, con resultado de la declaración de independencia.
La espiral de enfrentamientos llevó a acciones violentas y masacres contra armenios que residían en otras zonas de Azerbaiyán, tales como las ciudades de Sumgait y Bakú. De esta forma comenzó la guerra entre Azerbaiyán y Armenia, que se prolongó hasta 1994. 
El enfrentamiento entre Azerbaiyán y Armenia en esta zona fue retomado en 2020, donde se produjeron enfrentamientos de manera intermitente hasta finales de 2023, cuando Azerbaiyán recuperó el control de la región. Esto provocó que la población armenia huyera hacia el país con capital en Ereván y que el líder de Artsaj disolviera la república autoproclamada el 1 de enero de 2024. Sin embargo, el propio Samvel Shahramanián, anuló el 22 de diciembre de 2023 la disolución de la región por considerar que no existían documentos legítimos que previeran dicha medida, hecho que no tuvo mayor trascendencia, lo que implica que la república puede continuar como un gobierno en el exilio.

## Política y gobierno

Un mapa del acuerdo de alto el fuego en el Alto Karabaj de 2020.
Zonas capturadas por Azerbaiyán, para permanecer bajo su control.
Raión de Kalbajar: Armenia deberá evacuarlo antes del 15 de noviembre.
Raión de Agdam: Armenia deberá evacuarlo antes del 20 de noviembre.
Raión de Lachín: debe ser evacuado por Armenia antes del 1 de diciembre.
Parte de Alto Karabaj sin cesión programada a Azerbaiyán.
Corredor de Lachín, con fuerzas de paz rusas.
Los dos caminos de acceso a Alto Karabaj.
Se establecerá un nuevo corredor de transporte azerí en todo Armenia.
Línea de contacto antes del conflicto de 2020.
Otras zonas reclamadas por Artsakh.

El 12 de mayo de 1994, impulsado por el gobierno ruso, se dictó un alto al fuego no oficial que sigue en vigor. Los armenios solicitan el control de la zona, así como el corredor de Lachín que une al Alto Karabaj con la República de Armenia. También solicitan una zona de seguridad alrededor del territorio, en la misma donde se estableció la artillería azerbaiyana durante la guerra.
El Alto Karabaj fue un estado independiente de facto, autodenominado República de Artsaj. Estuvo muy unida a la República de Armenia, e incluso con su moneda: el dram. Los diferentes gobiernos armenios se resistieron a las presiones internas para unificar las dos repúblicas, evitando así las represalias de Azerbaiyán y de la comunidad internacional, que siempre consideraron a la región como parte integrante de Azerbaiyán. Los políticos de Armenia y el Alto Karabaj estaban tan relacionados entre sí, que el antiguo presidente de este último, Robert Kocharián, fue elegido primer ministro de Armenia en 1997, y presidente un año más tarde.
El proceso negociador se mantuvo siempre paralizado, ya que las dos partes no querían modificar sus posturas. Azerbaiyán exigía que las tropas armenias debían abandonar la región, y las personas desplazadas tenían que retornar a sus lugares de origen. Armenia, por su parte, nunca admitió que el enclave fuese legalmente azerí, argumentando que, al haber declarado su independencia a la vez que Azerbaiyán, se trataba de otro país. También insistía en permitir al gobierno de la república de Artsaj a asistir a las conversaciones de paz.
En la primavera de 2001 se reunieron en París y Cayo Hueso (Estados Unidos) representantes de Armenia, Azerbaiyán, Francia, Rusia y Estados Unidos. Los detalles de las conversaciones se han mantenido en secreto, pero las partes aseguraron haber discutido sobre relaciones no jerárquicas entre el gobierno central azerbaiyano, y las autoridades armenias y artsajíes.
Los presidentes de Azerbaiyán y Armenia, Ilham Alíyev y Robert Kocharián, negociaron un acuerdo en septiembre de 2004 en Astaná, durante una Cumbre de la Comunidad de Estados Independientes. Una de las sugerencias que se hizo fue retirar las tropas armenias del territorio azerbaiyano, y celebrar un referéndum en el Karabaj.
Entre el 2 y el 6 de abril de 2016 se registraron una serie de roces con varios enfrentamientos armados, nuevamente en la región. La misma no es reconocida por las autoridades armenias, para ayudar a desescalar las actitudes hostiles entre las partes armenia y azerí, pero aseguran que, de darse el caso, responderán de forma contundente si llegaran a ver sus intereses o nacionales afectados, o si se presenta otra acción armada por parte de las tropas de Azerbaiyán.
Asimismo, el gobierno de Azerbaiyán aseguraba que deseaba que se normalizara la situación, pero reconocía que sus tropas participaron de ataques desde el límite tácito implementado en los anteriores arreglos. Aseguró su presidente que el inicio de los combates se vino desde la zona bajo control armenio.
Según las autoridades azeríes, se registraron al menos 100 militares pro-armenios fallecidos y otros 320 heridos en el curso de los combates. Por su parte, las autoridades proarmenias de Alto Karabaj dicen haber destruido al menos 15 tanques, 5 sistemas de artillería y haber causado la muerte de 100 militares azeríes. La veracidad de dichos reportes es discutida, ya que no ha sido posible verificar tales afirmaciones. El 9 de abril se llegó a un acuerdo de cese de hostilidades, nuevamente, auspiciado y negociado en Rusia.
Artsaj era una democracia presidencialista. El poder ejecutivo recaía principalmente en el presidente. El presidente nombraba y destituía al primer ministro. La Asamblea Nacional representaba el poder legislativo, y tenía 33 miembros, 22 elegidos por un mandato de cinco años en circunscripciones individuales y 11 por representación proporcional.

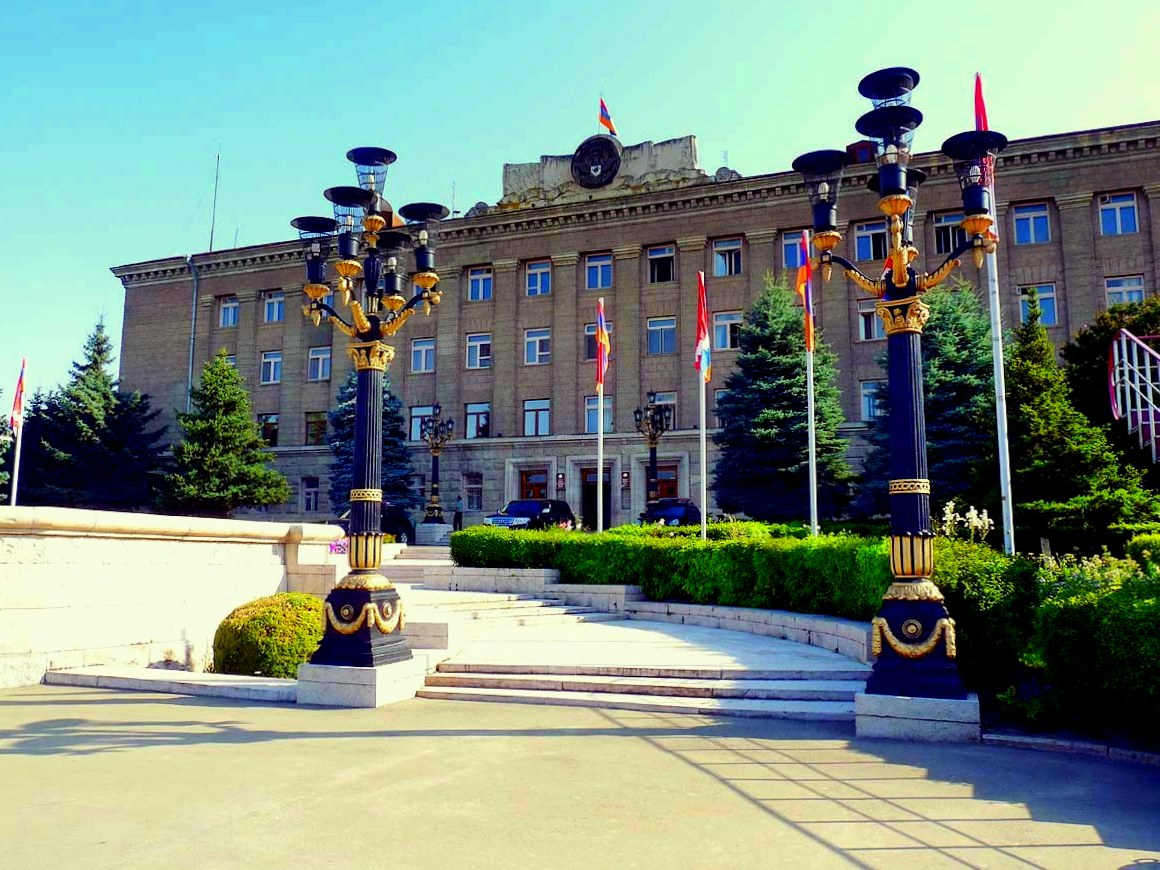
Palacio Presidencial

### Partidos políticos
Artsaj tenía un sistema multipartidista. A partir de 2009, la organización estadounidense Freedom House clasificaba en términos de derechos políticos y de libertades civiles a la República del Alto Karabaj con el mismo nivel que Azerbaiyán y un punto por debajo en libertades civiles respecto de Armenia. Los votos se dividían de tal manera que los gobiernos que se formaban eran casi siempre las coaliciones de diferentes partidos. Los principales partidos eran: Partido Democrático, Patria libre, Federación Revolucionaria Armenia (sección Artsaj), Movimiento 88 y el Partido Comunista. Un número de candidatos no partidistas también participaban con cierto éxito en las elecciones. En 2005, ocho de los 33 miembros de la Asamblea Nacional obtuvieron su asiento sin correr oficialmente bajo la bandera de los partidos políticos establecidos en la república.

### Constitución
El 3 de noviembre de 2006, el entonces presidente de la República de Alto Karabaj, Arkadi Ghukasyán firmó un decreto para celebrar un referéndum sobre un proyecto de constitución de Alto Karabaj. Este se llevó a cabo el 10 de diciembre del mismo año entre los ciudadanos de Alto Karabaj, que votaron abrumadoramente a favor de una nueva constitución. De acuerdo con resultados preliminares oficiales, con una participación del 87,2 % hasta el 98,6 por ciento de los votantes aprobó la Constitución. El artículo primero del documento describía a la República de Alto Karabaj como "un Estado soberano, democrático de derecho y social". Más de 100 observadores internacionales no gubernamentales y periodistas siguieron la consulta y la evaluaron positivamente, diciendo que se llevó a cabo de acuerdo a los estándares internacionales.

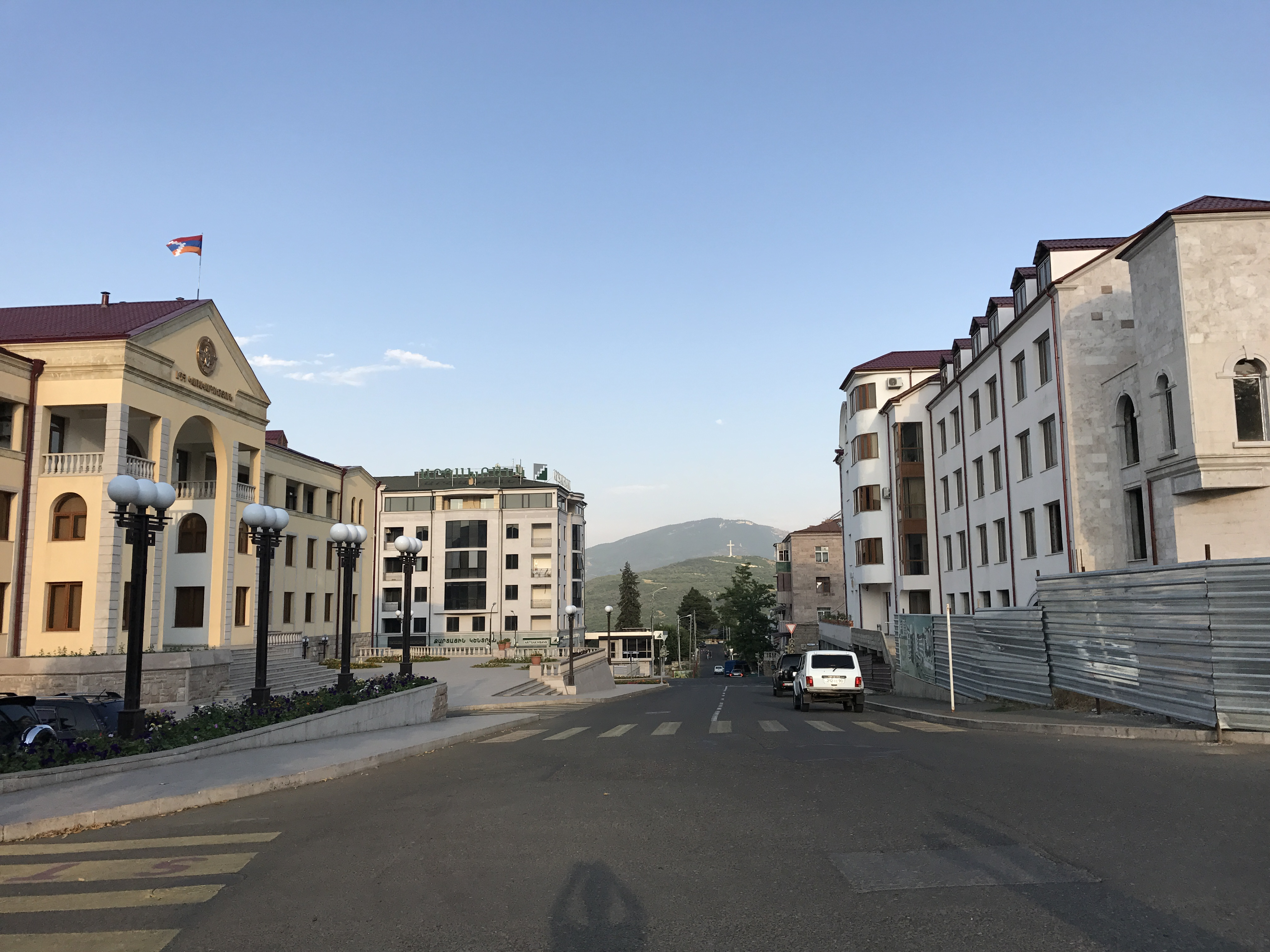
Edificios del Gobierno

Sin embargo, la consulta fue condenada por gran parte de la comunidad internacional en general por considerarla ilegítima. La Unión Europea y la OSCE rechazaron el referéndum. La UE anunció que era consciente de que un referéndum constitucional se había realizado, pero reiteró que solo un acuerdo negociado entre Azerbaiyán y los armenios étnicos puede traer una solución duradera. En palabras del secretario general del Consejo de Europa, Terry Davis, el referéndum no será reconocido... y por lo tanto no tiene consecuencias».
En un comunicado, el presidente de la OSCE en el cargo, Karel De Gucht, calificó la votación como potencialmente nociva para el proceso de resolución de conflictos en curso que, según dijo, ha demostrado "un progreso visible" y está en una coyuntura "prometedora". El resultado fue también criticado por Turquía, que tradicionalmente tiene lazos con Azerbaiyán a causa de sus raíces étnicas turcas, y las tensiones históricas con Armenia.
El secretario general del Consejo de Europa, Terry Davis, afirmó que el referéndum "no será reconocido... y, por tanto, no tiene ninguna consecuencia" En una declaración, el presidente de turno de la OSCE, Karel De Gucht, expresó su preocupación porque la votación resultara perjudicial para el proceso de resolución del conflicto en curso, que, según dijo, había mostrado "progresos visibles" y se encontraba en una "coyuntura prometedora".
El 20 de febrero de 2017 se celebró otro referéndum, con un 87,6% de votos a favor y un 76% de participación, para instituir una nueva Constitución. Esta constitución, entre otros cambios, transformó el gobierno de un modelo semipresidencialista a uno totalmente presidencialista. Su nombre pasó de "Constitución de la República de Alto Karabaj" a "Constitución de la República de Artsaj", aunque ambos siguieron siendo nombres oficiales del país. El referéndum se considera una respuesta a los enfrentamientos de Alto Karabaj de 2016.

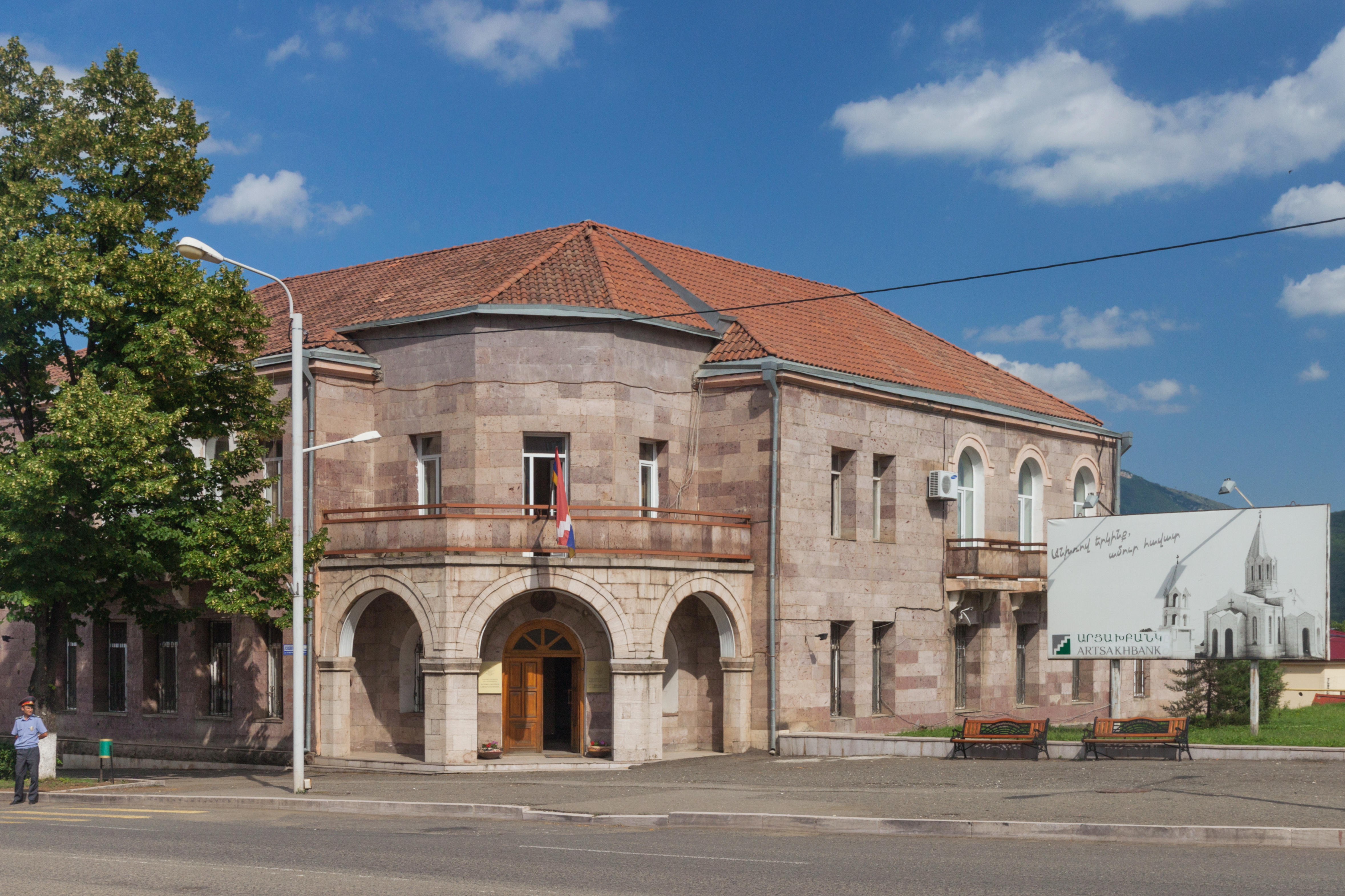
Ministerio de Relaciones exteriores

### Relaciones exteriores
El Ministerio de Relaciones Exteriores tenía su sede en Stepanakert. La República operaba cinco misiones permanentes —en Armenia, Australia, Alemania, Rusia y Estados Unidos— más una Oficina de Información Sociopolítica en Francia y una misión adicional, dedicada a los países del Medio Oriente, con sede en Beirut. Los objetivos de las oficinas eran:
- presentar la posición de la República sobre diversos temas;
- proporcionar información;
- facilitar el proceso de paz.

La república era miembro de la Comunidad para la Democracia y los Derechos de las Naciones, conocida comúnmente como la Comunidad de Estados no reconocidos.

### Defensa

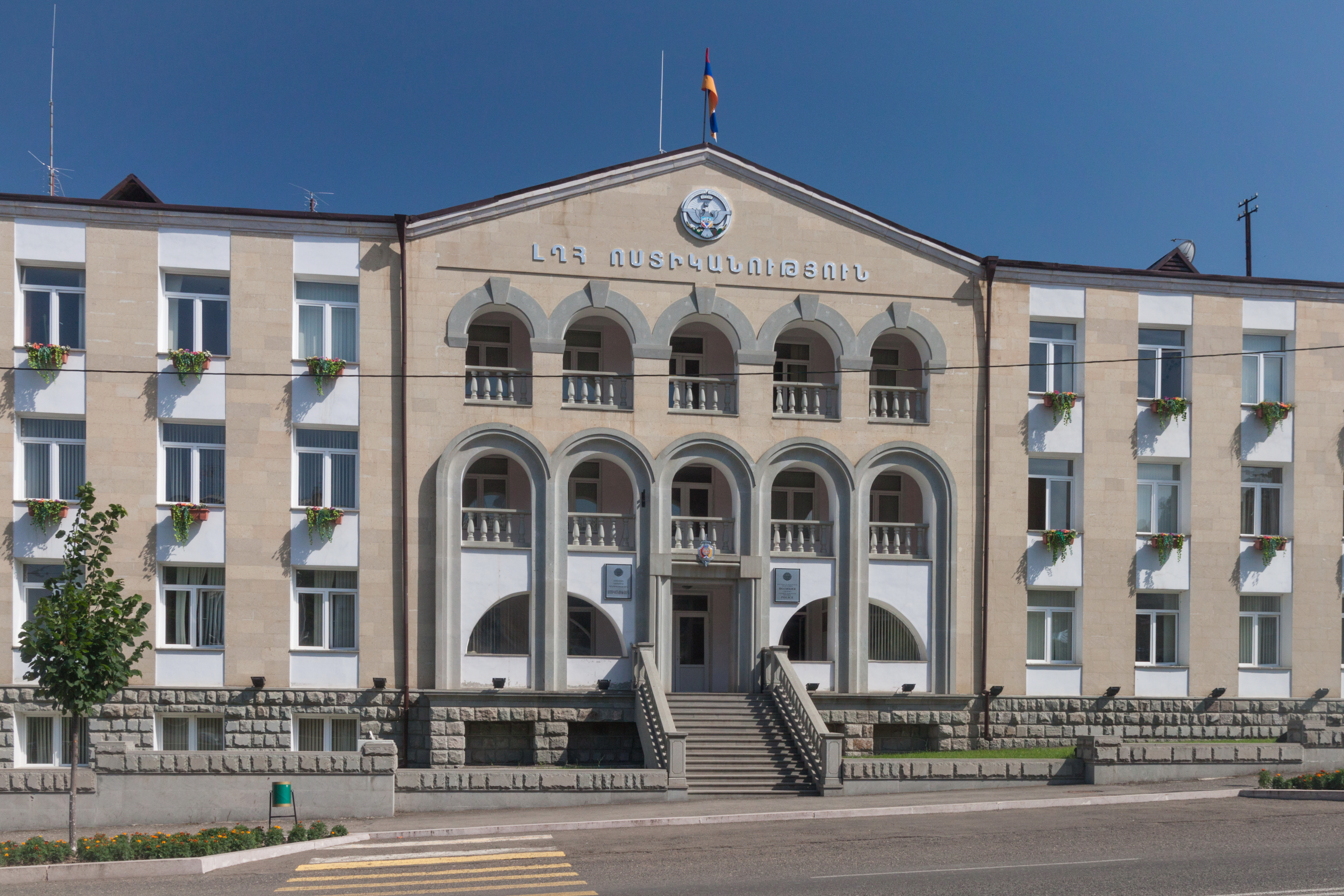
Edificio de la policía

El Ejército de Defensa del Alto Karabaj fue creado oficialmente el 9 de mayo de 1992 como la fuerza de defensa formal de la República del Alto Karabaj, que une las previamente desorganizadas unidades de autodefensa que se formaron a principios de 1990 con el fin de defender a la población de etnia armenia del territorio. En su última etapa, el Ejército de Defensa poseía alrededor de 15 000 a 20 000 soldados bien entrenados y equipados. Se componía de infantería, tanques, artillería y sistemas antiaéreos.
El Ejército tomó un papel crucial en el establecimiento de la república con batallas decisivas como la Batalla de Shusha/Shushi en 1992, la apertura del corredor de Lachín entre la República de Armenia y el Alto Karabaj (1992) y la defensa de la parte delantera de Martakert (1992-1994).
Los fundadores del Ejército de Defensa de la RNK fueron Samvel Babayan ("Izho", comandante del ejército de la RNK hasta 1999), el general Kh. I. Ivanyan y otros oficiales soviéticos: el coronel A. Zinevich, el coronel Arkady Ter-Tadevosyan, el mayor Seyran Ohanyan, así como Serzh Sargsyan (en funciones de comandante del ejército de la RNK). República de Alto Karabaj desde 1992 hasta agosto de 1993), Vazgen Sargsyan (ministro de Defensa armenio en 1992-93, ministro de Estado, ministro de Defensa en funciones en 1993-95, primer ministro de Armenia en 1998-99), Monte Melkonyan ("Avo", jefe de defensa en el distrito de Martuni). El jefe de la unidad militar, que en agosto de 1992 fue nombrado presidente del Comité de Defensa del Estado, era Robert Kocharian.
El Ejército de Defensa de la RNK estaba estrechamente vinculado a las Fuerzas Armadas armenias, que ayudan con armas y equipo militar. Oficiales armenios participaban en la formación del personal militar del Ejército de la RNK. El ejército fue disuelto efectivamente en septiembre de 2023, luego de que Azerbaiyán tomara control de la región luego de una ofensiva contra Artsaj.
El último ministro de Defensa fue el teniente general Kamo Vardanyan.

## Geografía

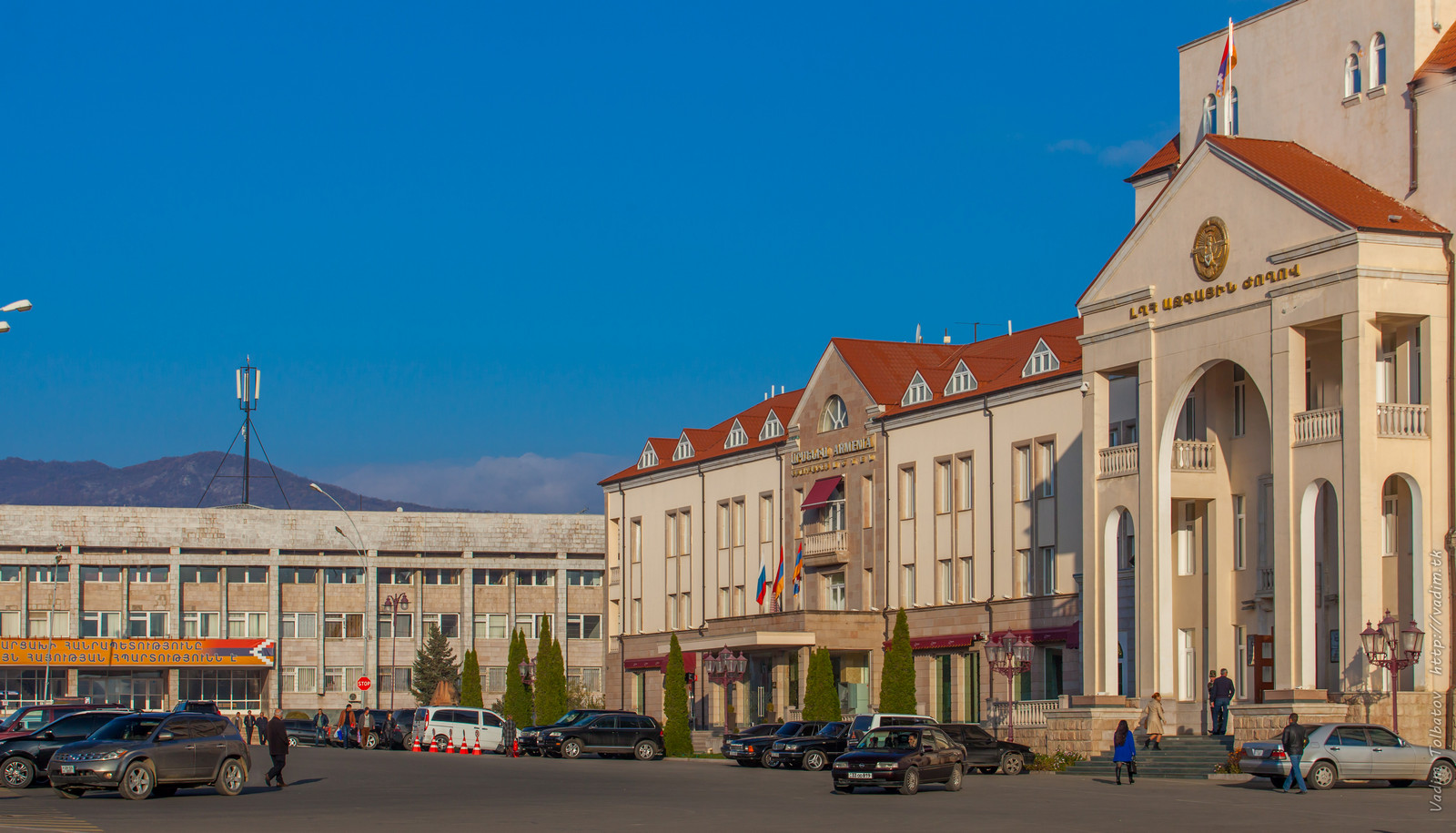
Vista de una calle de Stepanakert.

Artsaj ocupaba un área de 4400 km² (11 458,38 km² si se incluía el territorio de facto que había ocupado con ayuda Armenia antes de 2020).
La capital del territorio era Stepanakert. Otra ciudad importante era Shusha. La República de Artsaj era montañosa, característica que le había dado su antiguo nombre (del ruso "Tierra Alta Karabaj"). No tenía acceso al mar o a ningún océano y limitaba con Armenia, Azerbaiyán e Irán. Los picos más altos del país eran el Monte Mrav, de 3340 metros, y el Monte Kirs, de 2725 metros. La masa de agua más grande era el embalse de Sarsang, y los principales ríos eran el Terter y el Khachen.
El país estaba en una meseta que descendía hacia el este y el sudeste, con una altitud media de 1100 m (3600 pies) sobre el nivel del mar. La mayoría de los ríos del país fluían hacia el Valle de Artsaj.
El clima era suave y templado. La temperatura media era de 11 °C, que fluctuaba anualmente entre 22 °C en julio y -1 °C en enero. El promedio de precipitaciones podía alcanzar los 710 mm (28 pulgadas) en algunas regiones, y había niebla durante más de 100 días al año.
Existían más de 2000 tipos de plantas, y más del 36 % del país estaba cubierto de bosques. La vida vegetal de las estepas consistía principalmente en vegetación semidesértica, mientras que los ecosistemas de la zona subalpina y de la tundra alpina se encontraban por encima del bosque en las tierras altas y las montañas.

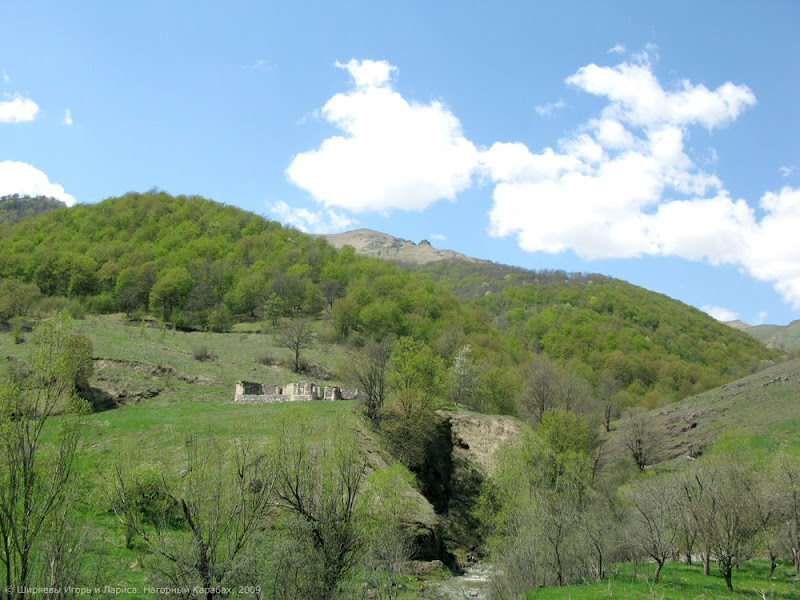
Paisaje cerca de Nareshtar

### Clima
Tenía dos zonas climáticas, el clima era templado suave y una zona importante es subtropical seco. La temperatura media anual era de +10,5°С. Los meses más calurosos eran julio y agosto, con una temperatura media de +21,7°С y +21,4°С. La temperatura media de los meses más fríos (enero-febrero) rondaba los 0 °C. Las zonas más cálidas eran las tierras bajas de los distritos de Martuni y Martakert.
Durante los meses de invierno, un cinturón relativamente frío cubría las tierras altas, especialmente la sección septentrional: la cordillera de Mravsky (Murovdagh). Las temperaturas mínimas descendían a -16 °C en las tierras bajas, a -19 °C en las estribaciones, y de -20 °C a -23 °C en las tierras altas. La temperatura máxima en las tierras bajas y las estribaciones alcanzaba los +40 °C, en las tierras medias y las montañas - de +32 °C a +37 °C.
En el territorio de la República soplaban vientos de valle. En los meses de primavera y verano solían caer lluvias torrenciales y fuertes tormentas. La cantidad media anual de precipitaciones variaba entre 480 y 700 mm, y la niebla era frecuente. La precipitación anual más baja se registraba en la zona de llanura - en las tierras bajas de las regiones de Martakert y Martuni - 410-480 mm. La mayor cantidad de precipitaciones se registraba en la zona de las tierras altas: 560-830 mm al año.

### Hidrografía
Casi todos los ríos se originaban en las altas montañas del oeste y suroeste y fluían hacia el este y sureste desde los valles empinados. La mayoría de los ríos pertenecían a la cuenca del Kurá.
- Tartar, el río más grande de la república, con una longitud de 200 kilómetros, comenzaba en la meseta de Syunik.

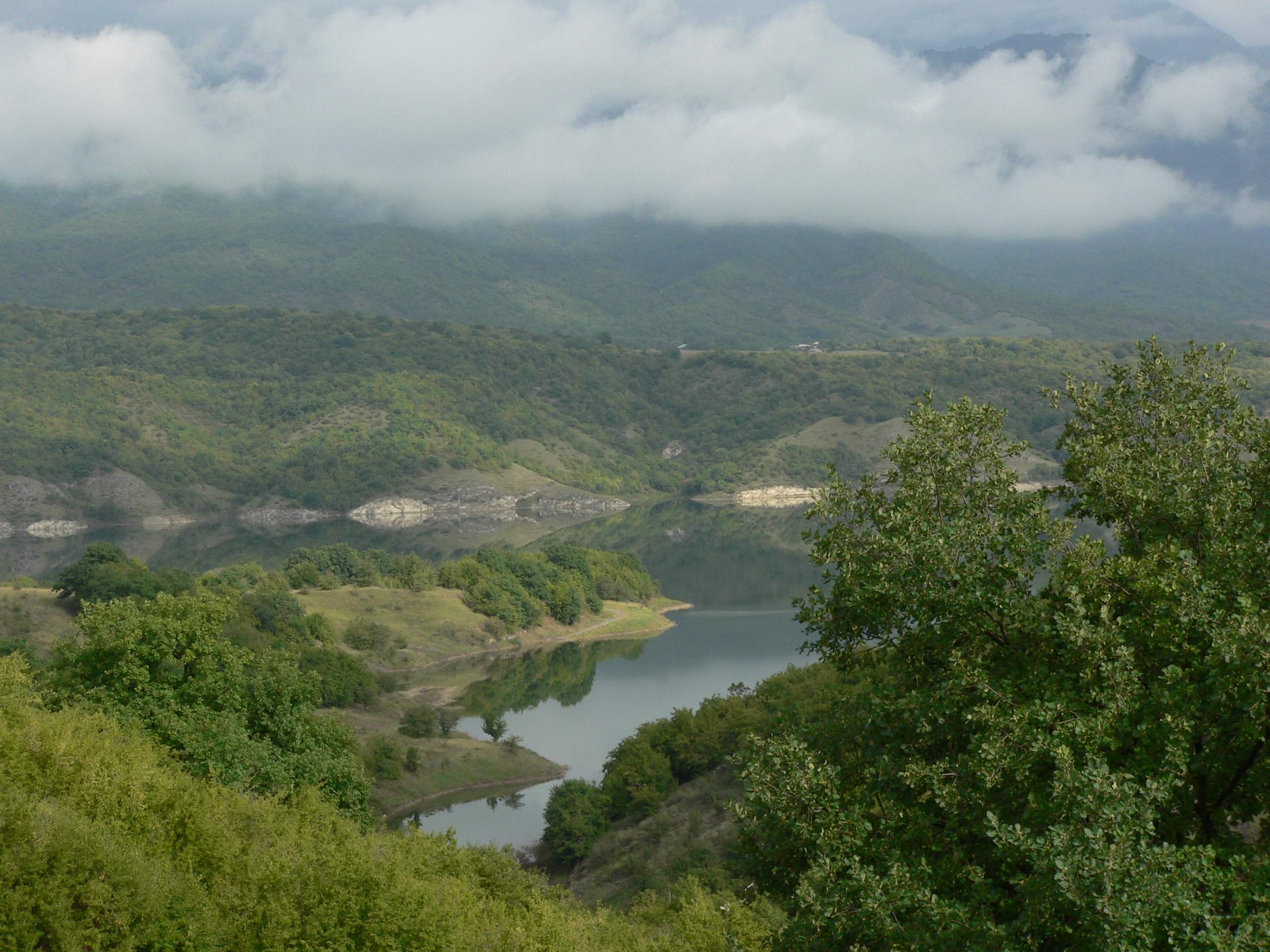
El embalse de Sarsang cerca de Drmbon

- El embalse de Sarsang cerca de Drmbon Khachenaget, partía de la cordillera Karmrasar y tenía una longitud de 119 kilómetros. El principal afluente era Kolatak.
- Karkar, comenzaba desde las laderas orientales de la cordillera de Artsaj. La longitud era de 109 kilómetros. Los afluentes eran Meghraget y Bagara. Eran los afluentes de la cuenca de Aras.
- Hagar comenzaba desde la ladera sur de la colina Dalidagh en la meseta de Artsaj. La longitud era de 170 kilómetros. El principal afluente era Hochaz.
- Varanda partía de la cordillera de Artsaj y tenía una longitud de 81 kilómetros.
- Ishkhanaget comenzaba en la ladera sur de la cordillera de Artsaj y tenía una longitud de 74 kilómetros.

### Vegetación
Aproximadamente la mitad del territorio estaba cubierto de espesos y oscuros bosques de robles, hayas, olmos, tilos, arces, fresnos, abedules y sicomoros.
Los bosques también eran ricos en árboles frutales silvestres: manzanos, perales, nogales, ciruelos, carpes, sicómoros, sicómoros, higueras y sicómoros. También había castañas.
Los sauces se extendían a lo largo de los valles de los ríos. Los arbustos de zarzamora y enebro se extendían por todas partes.
El khazaz con sabor a ajo crecía abundantemente en los bosques, que se usaban frescos. El hongo también estaba muy extendido.

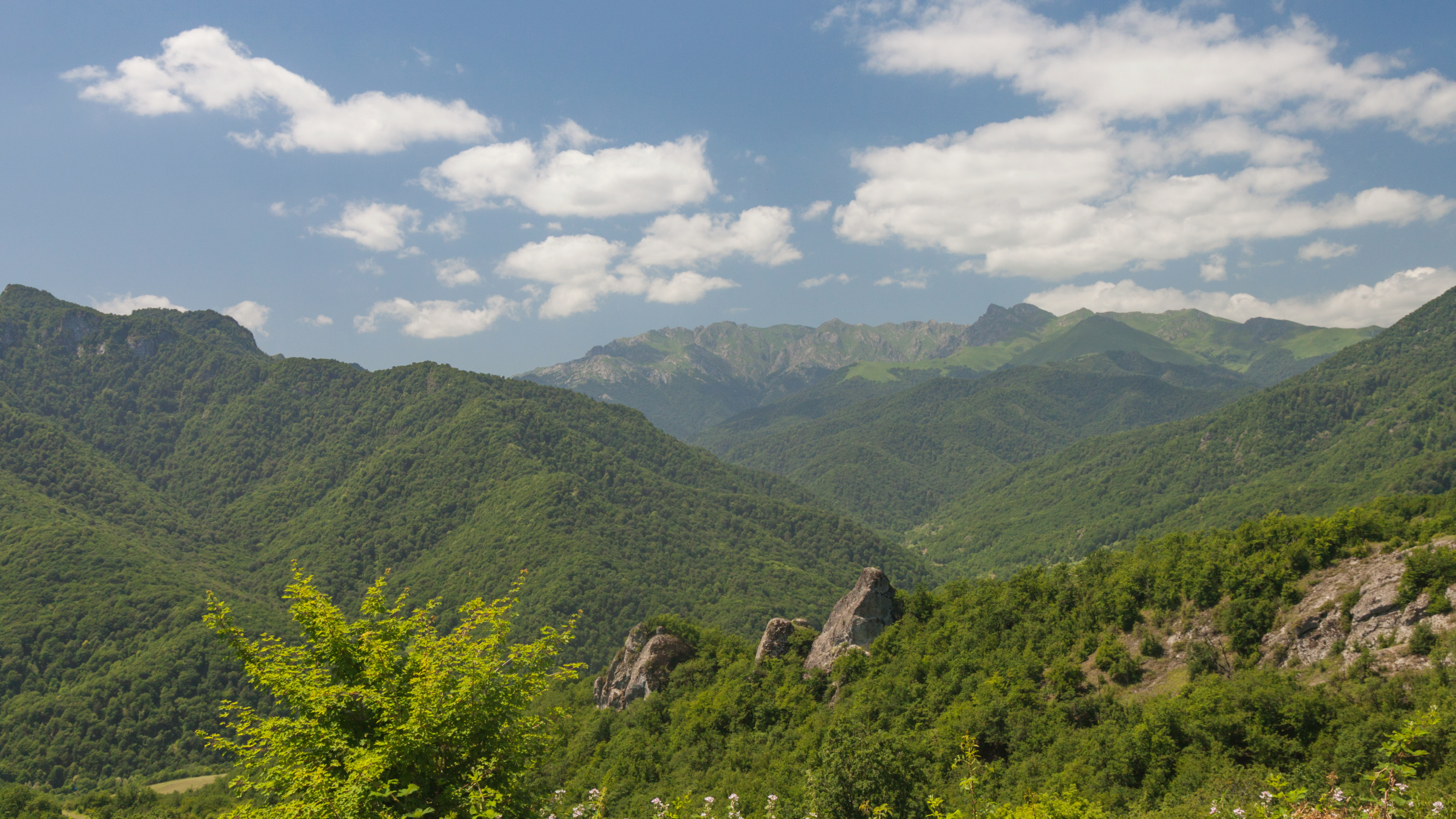
Paisaje cerca de Gandzasar

Flores fragantes crecían en todas partes: violetas, malvarrosas, tulipanes, lirios, clavos, caléndulas, narcisos, campanillas, tréboles y jazmines. Y el tomillo era muy utilizado por la gente.
En las tierras bajas del este y sureste, la camelia, la ortiga, la juncia, la juncia, el sibekh, la acedera, la alcaparra, la ortiga, el diente de león, la juncia, el espárrago, la ortiga, la pimienta, la juncia, la juncia, el olmo, la milenrama y la milenrama eran comunes.
Por todas partes, en las orillas de los ríos, se esparcían berros, juncos, carrizos, renacuajos, lentejas de agua, sirenas y moreras.

## Organización territorial
La República de Artsaj estaba organizada en ocho divisiones administrativas. De ellas, siete eran provincias; Stepanakert, la capital del país, era una ciudad dotada de un estatus especial.
Al final de la segunda guerra del Alto Karabaj, la provincia de Hadrout y la mitad sur de Kashatagh fueron retomadas por Azerbaiyán. Además, la República de Artsaj devolvió a Azerbaiyán los territorios azeríes ocupados desde 1991. En total, perdió tres cuartas partes de los territorios bajo su control.

## Demografía
En 1989, contaba con 142 000 habitantes (137 700 según el censo de 2005); entonces el 76 % de la población era de etnia armenia, el 23 % azerí, y el resto son minorías rusas y kurdas. Para 2001, el 95 % de la población era armenia.[cita requerida]

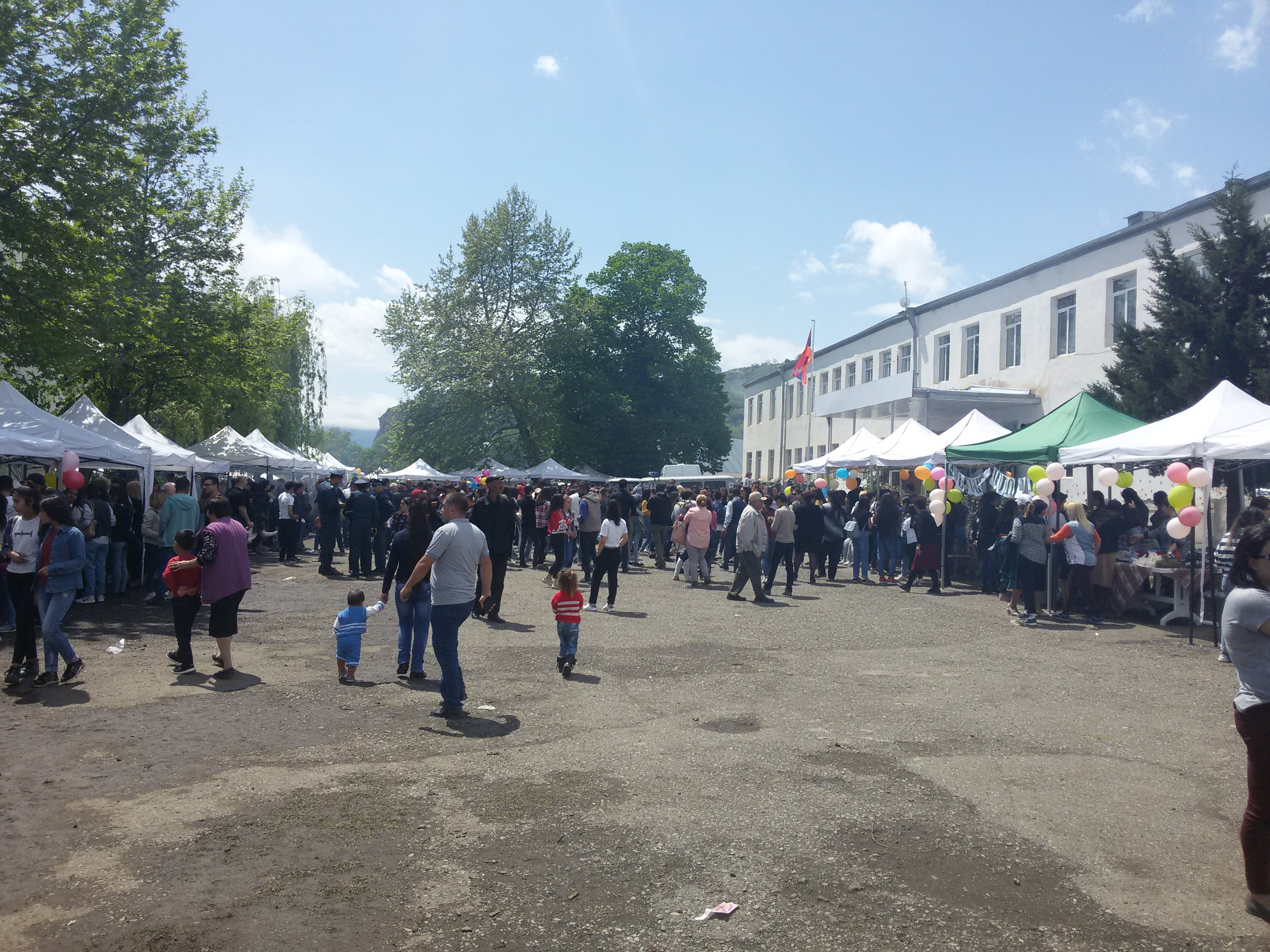
Festival de los sombreros de Zhingyalov en 2019

En 2007, la República de Alto Karabaj tenía una población total de 138 800 aproximadamente. En 2001, las autoridades de la región informaron que la población armenia fue del 95 %, siendo el resto conformada por los asirios, griegos y kurdos. En marzo de 2007, el gobierno local anunció que su población había crecido hasta los 138 000. La tasa anual de natalidad fue estimada en 2200 a 2300 por año, un aumento de casi 1500 en 1999.
El 95 % de la población pertenecía a la Iglesia apostólica armenia, que es una Iglesia cristiana monofisita. La seguía en número de fieles la Iglesia ortodoxa.
Hasta el año 2000, el saldo migratorio del país estaba en un punto negativo. Para el primer semestre de 2007, se registraron 1010 nacimientos y 659 defunciones, con una emigración neta de 27. La capital y la ciudad más poblada era Stepanakert, que según el censo de 2005 contaba con una población de 49 986 habitantes.
Según la edad: 15 700 (0-6 años), 25 200 (7-17 años) 75 800 (18-59 años) y 21 000 (60 o más años).
Población por provincia (2006):
- Jankendi: 53 000 (2007)
- Asjarán: 17 400 (2007)
- Agdara: 19 000
- Joyavend: 23 200

### Evolución demográfica

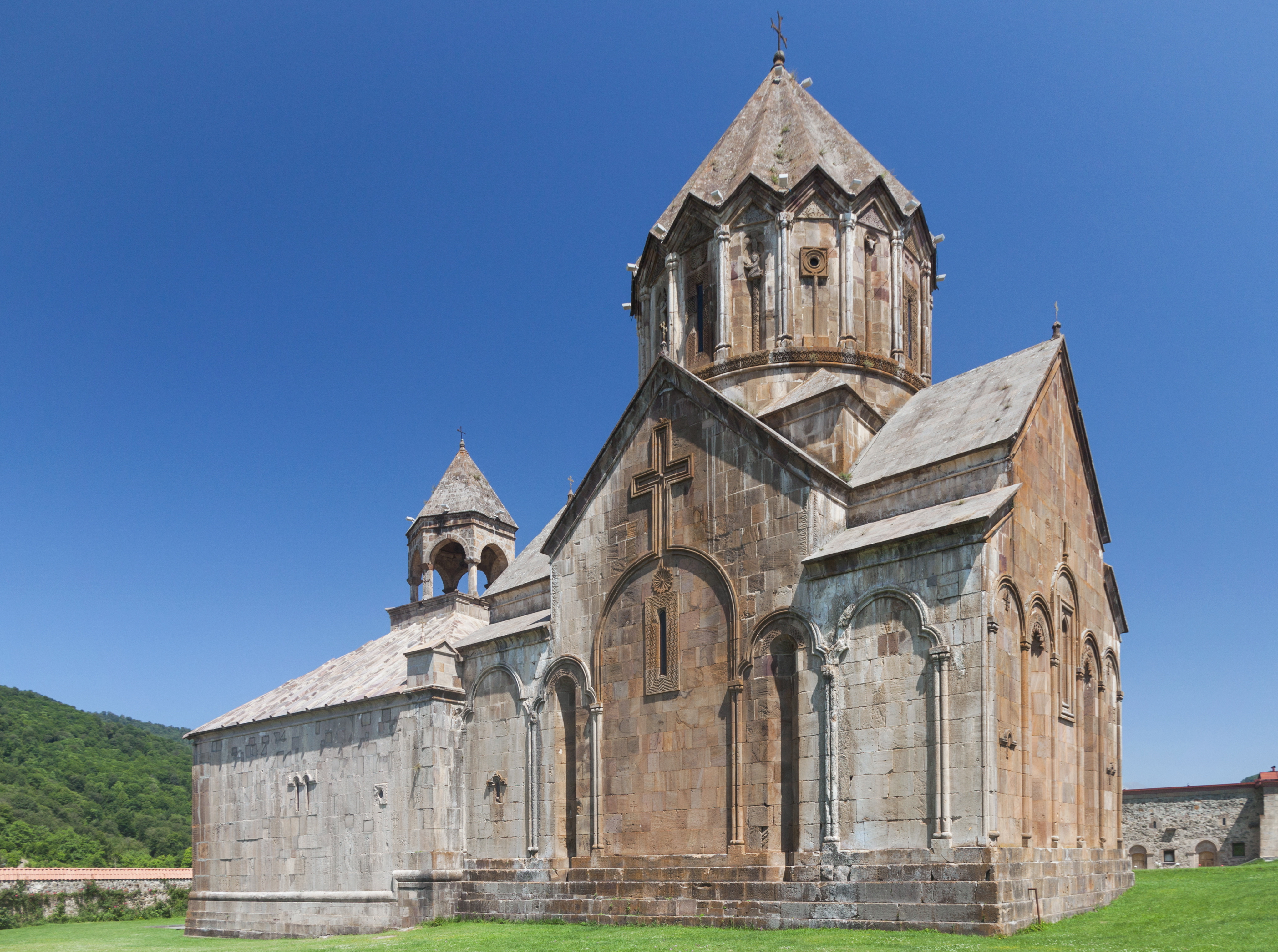
Iglesia de San Juan Bautista en el complejo del monasterio de Gandzasar

| Año  | Población (miles) | Urbana | Rural | Tasa de nacimientos | Tasa de muertes | Diferencia | Migración neta |
| ---- | ----------------- | ------ | ----- | ------------------- | --------------- | ---------- | -------------- |
| 2000 | 134,4             | 68,4   | 66,0  | 16,6                | 8,8             | 7,7        | 16,1           |
| 2001 | 135,7             | 68,7   | 67,0  | 17,0                | 7,9             | 9,1        | 11,5           |
| 2002 | 136,6             | 69,3   | 67,3  | 16,0                | 9,1             | 6,9        | 4,9            |
| 2003 | 137,0             | 69,1   | 67,9  | 15,0                | 9,0             | 6,0        | 1,3            |
| 2004 | 137,2             | 69,8   | 67,4  | 15,3                | 9,5             | 5,8        | -2,6           |
| 2005 | 137,7             | 70,5   | 67,2  | 14,6                | 9,2             | 5,4        | 1,7            |
| 2006 | 137,7             | 70,8   | 66,9  | 15,3                | 9,0             | 6,3        | -3,2           |

### Religión
Artsaj era un territorio donde sus habitantes eran principalmente seguidores del cristianismo. La inmensa mayoría de la población era feligresa de la Iglesia apostólica armenia, representada por la diócesis de Artsaj.
Los grupos minoritarios de creyentes no solían estar registrados en el Ministerio de Justicia. En 2006 estaban representados por las asociaciones "Testigos de Jehová" (desde 1993, 200 miembros), "Bautistas Evangélicos" (desde 2000, unos 20 miembros), "Fe Cristiana Evangélica" (desde 1999, 350 miembros), "Adventistas del Séptimo Día" (desde 2000, 40 miembros), "Iglesia Evangélica" (desde 1995, 600 miembros), "Jesusistas".
En 2010 se celebró en Stepanakert una ceremonia para erigir una iglesia ortodoxa rusa en honor de la Intercesión de la Madre de Dios.
El islam llegó a Alto Karabaj con los árabes en el siglo VII, y fue aumentando gradualmente a medida que las naciones islámicas gobernaban la región.
En el siglo XVI, el primer sah de la dinastía safávida, Ismail I (r. 1486-1524), estableció el islam chií como religión del Estado. La dinastía safávida mantendría una estricta política de imposición del islam chií, lo que le acarrearía conflictos políticos con los suníes del vecino Imperio Otomano
En 1806, el norte de Azerbaiyán fue anexionado por el Imperio ruso a la dinastía persa Qajar; esta región también incluía Alto Karabaj.
En 1918, la República Democrática de Azerbaiyán (1918 - 20) declaró su independencia de Rusia durante la guerra civil rusa. Pero fue rápidamente incorporada a la Unión Soviética en 1920. Durante la era soviética, se impuso el ateísmo estatal, lo que provocó el cierre de todas las iglesias y mezquitas de Alto Karabaj.
Los cristianos católicos de rito latino eran atendidos por la Administración Apostólica del Cáucaso (Administratio Apostolica Caucasi Latinorum) y la Prefectura apostólica de Azerbaiyán. Los católicos de rito armenio eran atendidos sin embargo por el Ordinariato para los católicos de rito armenio de Europa del Este (Ordinariatus Europae Orientalis), también bajo la autoridad del papa en Roma.

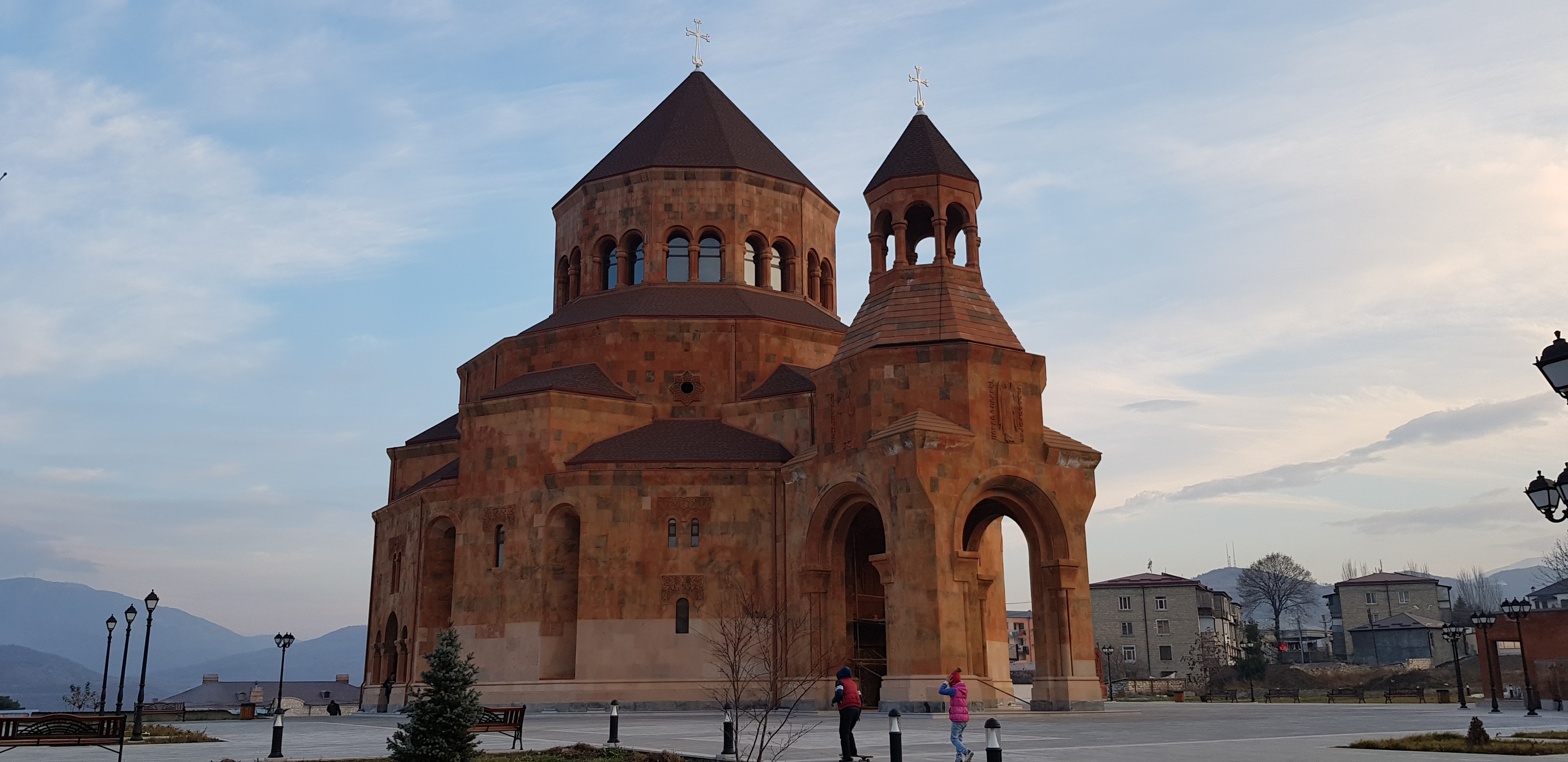
Catedral de la Madre de Dios en Stepanakert

Algunas edificaciones religiosas notables incluían:
- El monasterio de Amaras (siglo IV), situado cerca de los pueblos de Sos y Machkalashen, en la provincia de Martuni. Según los cronistas medievales Faustus Byuzand y Movses Kaghankatvatsi, San Gregorio el Iluminador, patrón y evangelizador de Armenia, fundó el monasterio de Amaras a principios del siglo IV.[81] A principios del siglo V, Mesrop Mashtots, inventor del alfabeto armenio, estableció en Amaras la primera escuela que utilizó su escritura.[82]

- El monasterio de Yeghishe Arakyal (siglos V-XIII) que conmemoraba a San Yeghishe, famoso evangelizador de las tierras orientales de Armenia. La iglesia servía de sepultura al rey Vachagan II el Piadoso del siglo V, el representante más conocido de la línea Arranshahik de monarcas armenios orientales. El monasterio se encontraba en la provincia de Martakert.

- El monasterio de Bri Yeghtsi (siglo XIII) que se centraba en khachkars incrustados, monumentos conmemorativos de piedra únicos en Armenia con cruces grabadas. El monasterio se encontraba cerca del pueblo de Hatsi, en la provincia de Martuni.

- El monasterio de Gandzasar (siglo XIII), ("Գանձասար" en armenio) era un monasterio histórico. El objetivo del gobierno era incluir el monasterio de Gandzasar en el directorio de lugares declarados Patrimonio de la Humanidad por la UNESCO.

- El monasterio de Yerits Mankants (que significa "tres infantes" en armenio; siglo XVII) era conocido por albergar la sede del clero de la república, rival del de la Santa Sede de Gandzasar. El monasterio estaba situado en la provincia de Martakert.

- La iglesia de San Juan Bautista, situada en la ciudad de Martakert, construida en 1883.

- La iglesia de San Nerses el Grande, situada en la ciudad de Martuni, consagrada en 2004. Estaba dedicada al famoso católico armenio San Narsés el Grande.

- La catedral de la Santa Madre de Dios, en la ciudad de Stepanakert, consagrada en 2019.

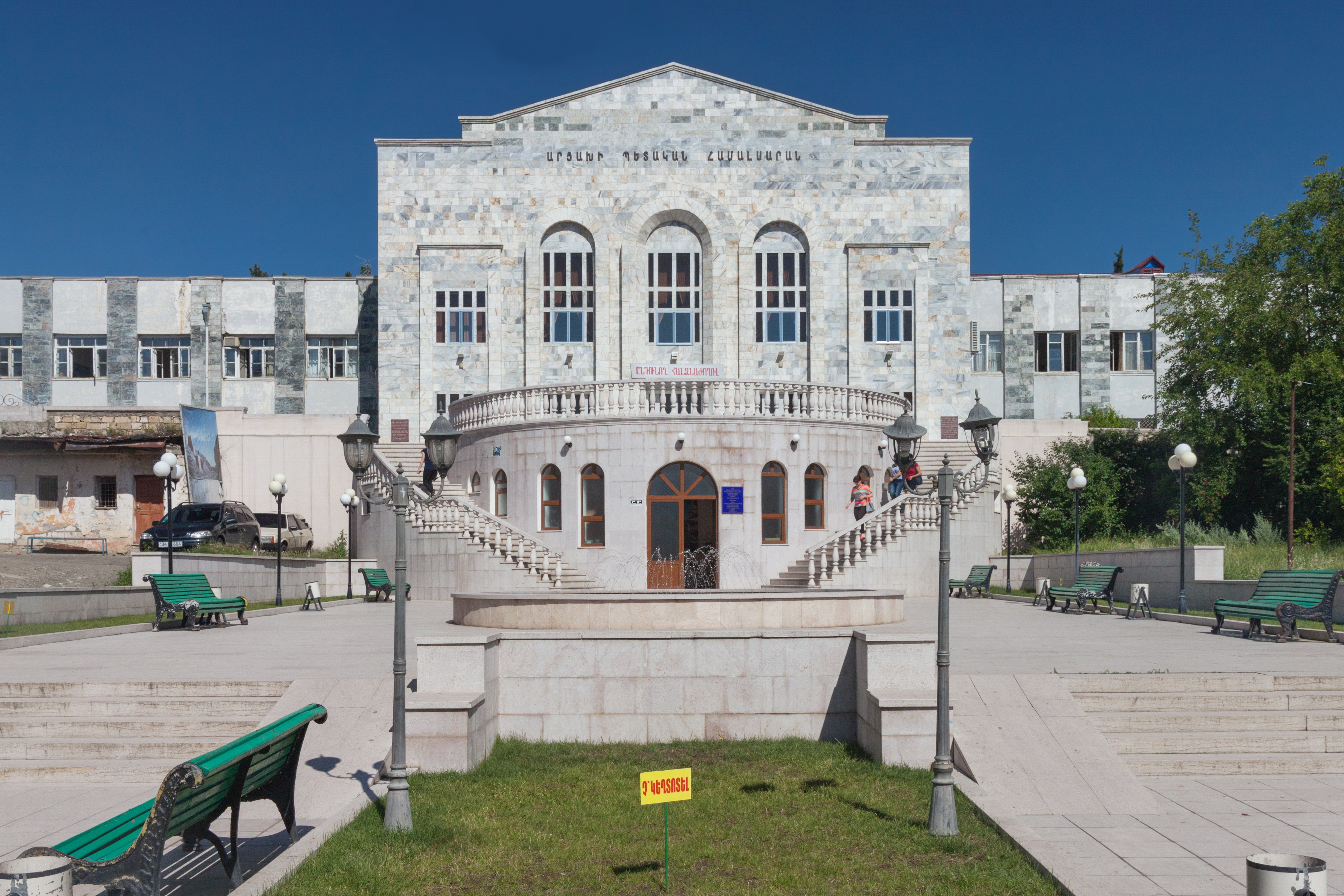
Universidad Estatal

### Educación
La educación en la república era obligatoria y gratuita hasta los 18 años. El sistema educativo se basaba en el antiguo sistema educativo de la Unión Soviética.
El sistema escolar del país sufrió mucho daño a causa del conflicto, pero el gobierno reconstruyó muchas de las escuelas con la ayuda de la República de Armenia y de los armenios de la diáspora. En Artsaj había alrededor de 250 escuelas de diverso tamaño, de las cuales más de 200 estaban en las provincias. Se estima que existían más de 20.000 estudiantes, la mitad de los cuales estaban en la capital.
El 10 de mayo de 1992 se fundó la Universidad de Artsaj, que tenía un campus en Stepanakert. Esta era la principal universidad pública del país y la que tenía mejor reputación. Los estudios más importantes de la universidad eran en Seguridad Nacional, Ciencias políticas, Estudios Agrarios y Arqueología. En 2006, un equipo de arqueólogos internacionales excavaron en el pueblo de Azokh, donde en la década de 1970 se había descubierto antiguos pobladores humanos, entre ellos neardentales, en la que participaban estudiantes de la universidad.

Además, la Universidad de Ereván tenía una sección de estudios empresariales en Stepanakert.

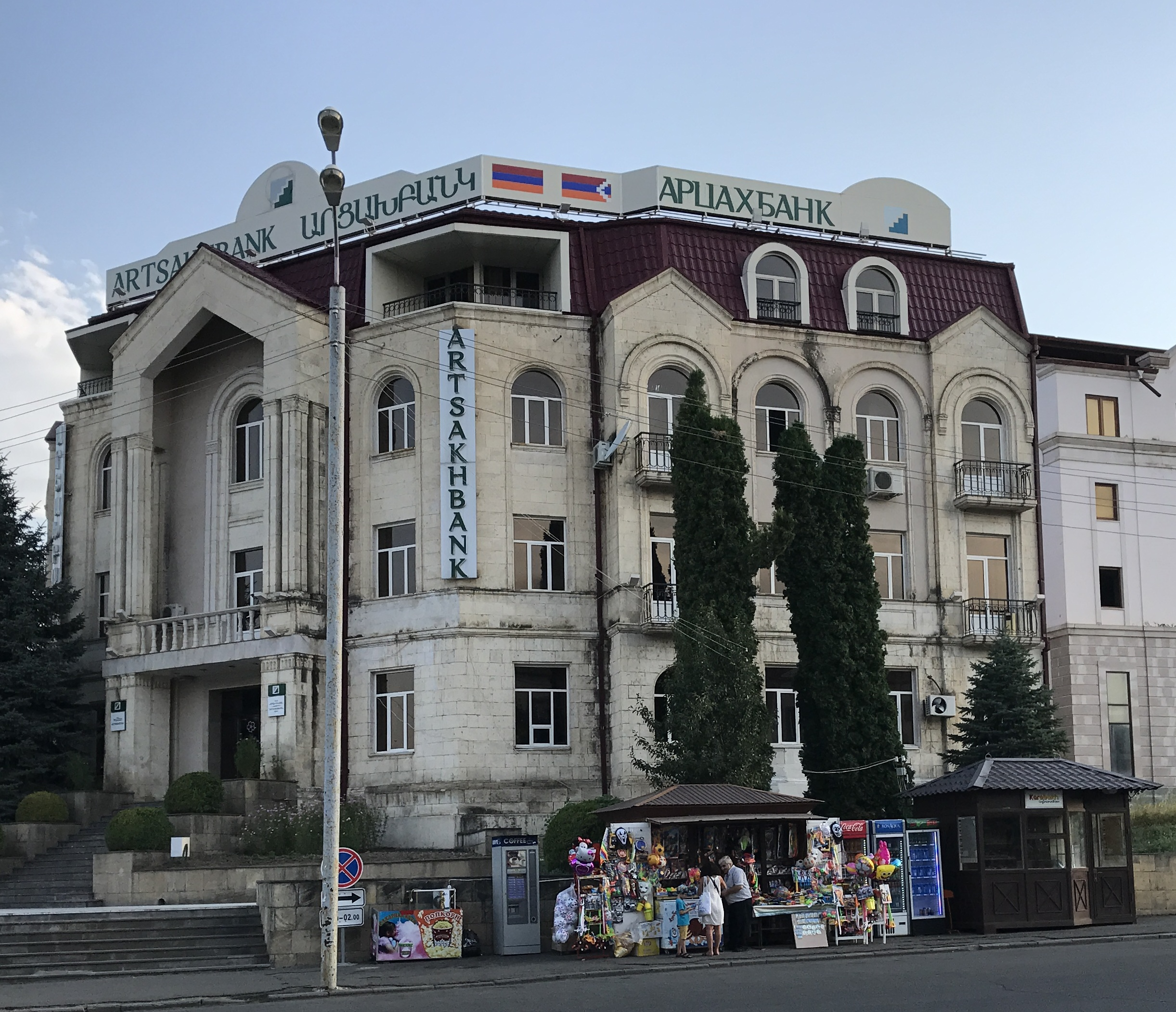
Sede del Banco Artsakhbank en Stepanakert

## Economía
La situación socioeconómica de la república se vio muy afectada por el conflicto de 1991-1994. Sin embargo, empezaron a llegar inversiones extranjeras. La mayor parte del capital riesgo procede de armenios de Armenia, Rusia, Estados Unidos, Francia, Australia, Irán y Oriente Medio.
Cabe destacar el desarrollo del sector de las telecomunicaciones, con Karabakh Telecom, que invirtió millones de dólares en telefonía móvil, encabezada por una empresa libanesa.
La minería de cobre y oro avanz⁹ desde 2002 con el desarrollo y la puesta en marcha de operaciones en el yacimiento de Drmbon. Se producían aproximadamente 27-28 mil toneladas (peso húmedo) de concentrados con un contenido medio de cobre del 19-21% y de oro de 32-34 g/t. Azerbaiyán consideraba ilegal cualquier operación minera en Alto Karabaj y se comprometió a contratar a una empresa auditora internacional para determinar los supuestos daños sufridos por la empresa estatal de gestión de minerales de Azerbaiyán como consecuencia de ello. En 2018, el gobierno de Azerbaiyán anunció que planeaba recurrir a un tribunal internacional y a las fuerzas de seguridad de los países donde están registradas las empresas mineras implicadas.
El sistema bancario estaba administrado por Artsakhbank (un banco armenio con sede en Ereván que cumplía las funciones del banco estatal de Alto Karabaj) y varios otros bancos armenios. La república utilizaba el dram armenio.
La viticultura y la transformación de productos agrícolas, en particular el vino (es decir, el almacenamiento de vino, productos vinícolas, alcohol de coñac) era una de las direcciones prioritarias del desarrollo económico.

### Turismo

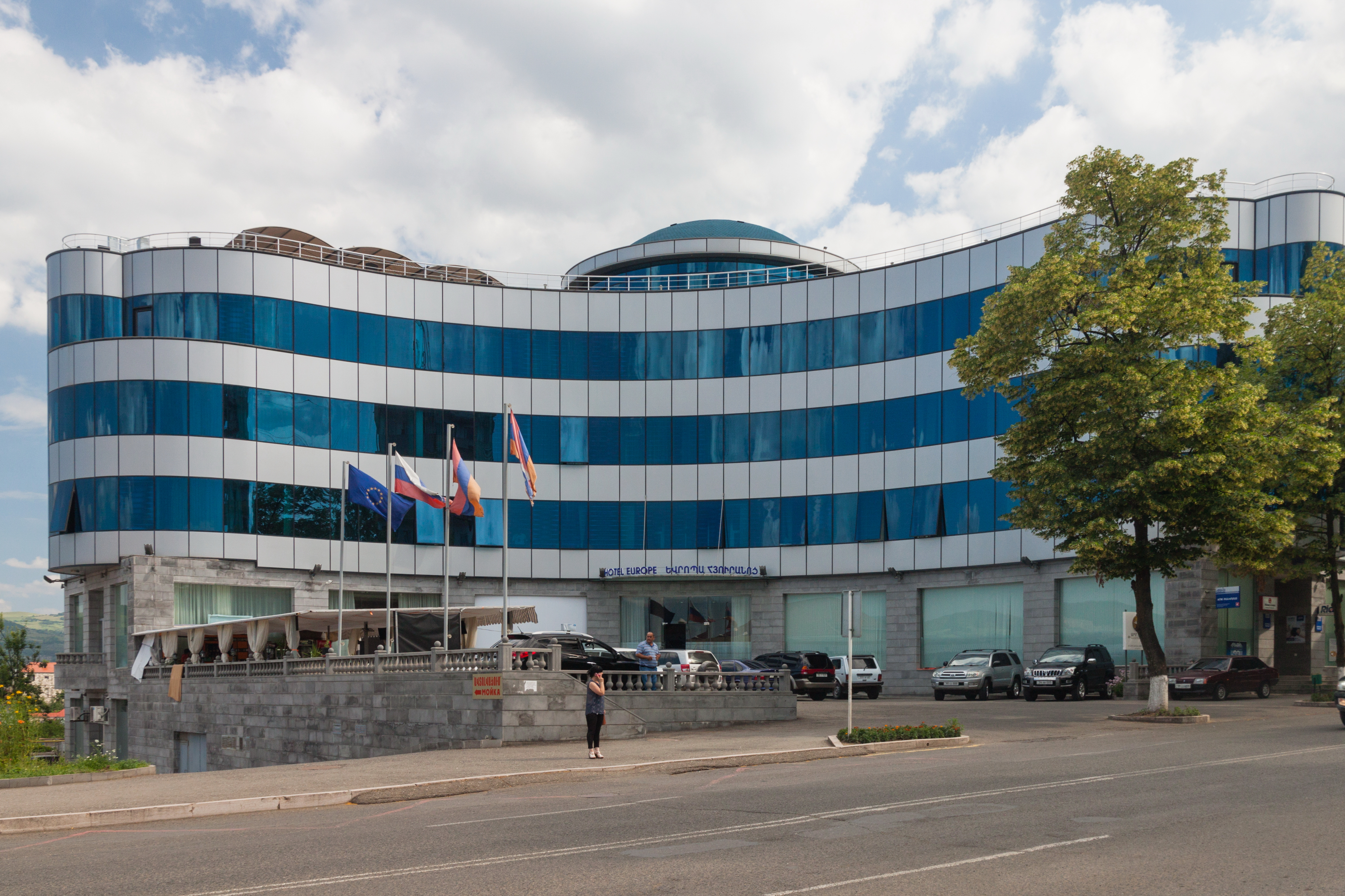
Hotel Europa en Stepanakert

Antes de la guerra de 2020, la república desarrolló una industria turística orientada a Armenia y la diáspora armenia. En los últimos años, la república experimentó un gran aumento de turistas debido a los numerosos lugares de interés cultural. Antes de la guerra de 2020 había nueve hoteles en Stepanakert. La agencia de desarrollo estatal afirmaba que 4.000 turistas visitaron Artsaj en 2005. Las cifras aumentaron a 8.000 en 2010 (excluyendo a los visitantes de Armenia). La agencia cooperó con la Agencia de Desarrollo Turístico de Armenia (ATDA), ya que Armenia era la única vía de acceso a la república para los turistas (principalmente armenios). El Ministerio de Asuntos Exteriores informó de la continua expansión de la geografía de los visitantes. La infraestructura turística se desarrolló en torno a lugares como monasterios que mostraban la historia armenia de la región, con lugares islámicos raramente restaurados, mientras que algunas ciudades fantasma y zonas cercanas a la línea del frente estaban fuera del alcance de los turistas.
La Agencia de Desarrollo Turístico de Artsaj se creó en Ereván como organización no gubernamental de la República de Armenia para seguir promoviendo el turismo en la región. Realizaba preparativos para operadores turísticos, agencias de viajes y periodistas que cubrían la región, y organizaba servicios de hostelería, compras, restauración y centros recreativos.
Atracciones turísticas:
- Monasterio de Gandzasar, principal atracción turística.
- Monasterio de Amaras
- Monasterio de San Yeghishe Arakyal
- Monasterio de Dadivank
- Monasterio de Bri Yeghtsi
- Yerits Mankants

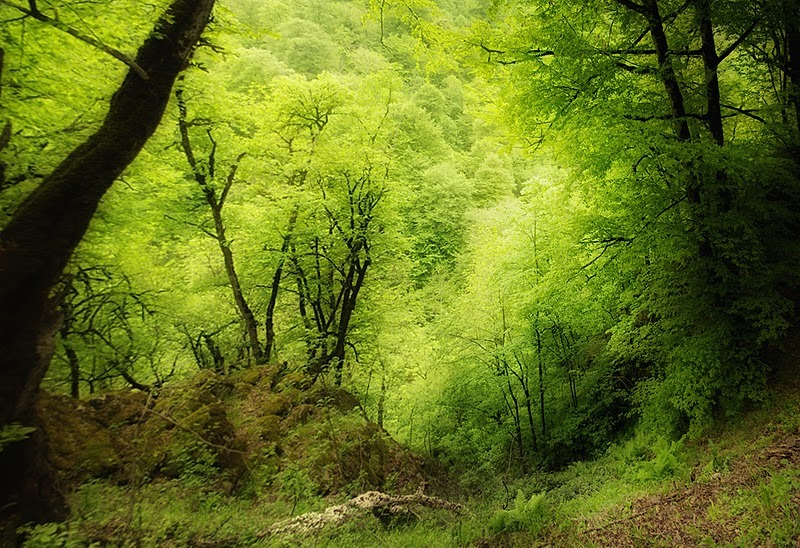
Bosque cerca de Vaghuhas

La Ruta de Janapar era un sendero señalizado que atravesaba montañas, valles y pueblos de la zona, con monasterios y fortalezas a lo largo del camino. No se podía recorrer a pie desde la guerra de Alto Karabaj de 2020. El sendero se dividía en excursiones de un día, que llevaban a los turistas a un pueblo distinto cada noche. Los senderos existían desde hacía siglos, pero fueron señalizados específicamente para los excursionistas. El Himnakan Janapar (sendero de la columna vertebral), señalizado en 2007, llevaba desde la región noroccidental de Shahumian hasta la ciudad meridional de Hadrut. Había senderos secundarios y mini senderos que llevaban a otras partes de la región. Entre los lugares importantes que se atravesaban en esta ruta estaban el monasterio de Dadivank, el de Gandzasar, Shusha, el cañón de Karkar con sus altos acantilados, la cascada de Zontik y las ruinas de Hunot y el monasterio de Gtichavank.

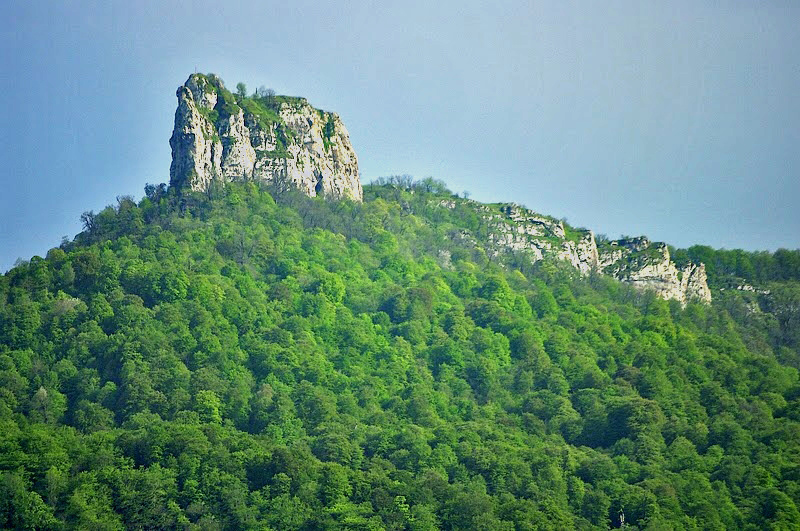
La fortaleza de Kachaghakaberd cerca de la localidad de Kolatak

El coste de la estancia era relativamente barato en comparación con el resto de la región y variaba aproximadamente entre 25 y 70 dólares estadounidenses para una sola persona en mayo de 2017.
Sin embargo, a quienes viajaron a Artsaj sin el consentimiento y permiso previos del gobierno azerbaiyano se les negaba la entrada a Azerbaiyán, ya que el país consideraba la región parte de su territorio ilegalmente ocupado por el ejército armenio. El gobierno azerbaiyano también mantenía y publicaba en línea una lista de extranjeros que visitaron estas zonas ocupadas sin autorización previa. A finales de 2017, la lista contenía 699 nombres con detalles adicionales (fecha, país, profesión, propósito de la visita). La entrada más antigua registraba una visita a Artsaj ocurrida en una fecha no especificada en algún momento entre 1993 y 1996. La lista incluye a muchos periodistas y miembros de parlamentos de países extranjeros.

### Vinicultura
Antes de la guerra de 2020, la Fiesta del vino de Artsaj se celebraba anualmente en Togh desde 2014. El festival se celebraba el tercer sábado de cada mes de septiembre.
El festival fue puesto en marcha por el Departamento de Turismo y Protección de Lugares Históricos del Ministerio de Cultura, Turismo y Juventud de la república y tenía como objetivo desarrollar el turismo en la república, así como restaurar las tradiciones vinícolas. 
El festival proporcionó una plataforma a los vinicultores de Artsaj y Armenia, dándoles la oportunidad de vender sus productos, intercambiar conocimientos, promocionar su vino, etc. El programa del festival anual incluía pisadas de uva, degustaciones de cocina tradicional, una exposición de obras de arte, una muestra de objetos antiguos que pertenecieron al palacio de Melik Yegan, así como una exposición y venta de vino local, donde se podían encontrar productos de 5 regiones diferentes de Artsaj y Armenia. Tradicionalmente, el festival se acompañaba de cantos y bailes nacionales armenios. El festival evolucionó hasta convertirse en una fiesta nacional.

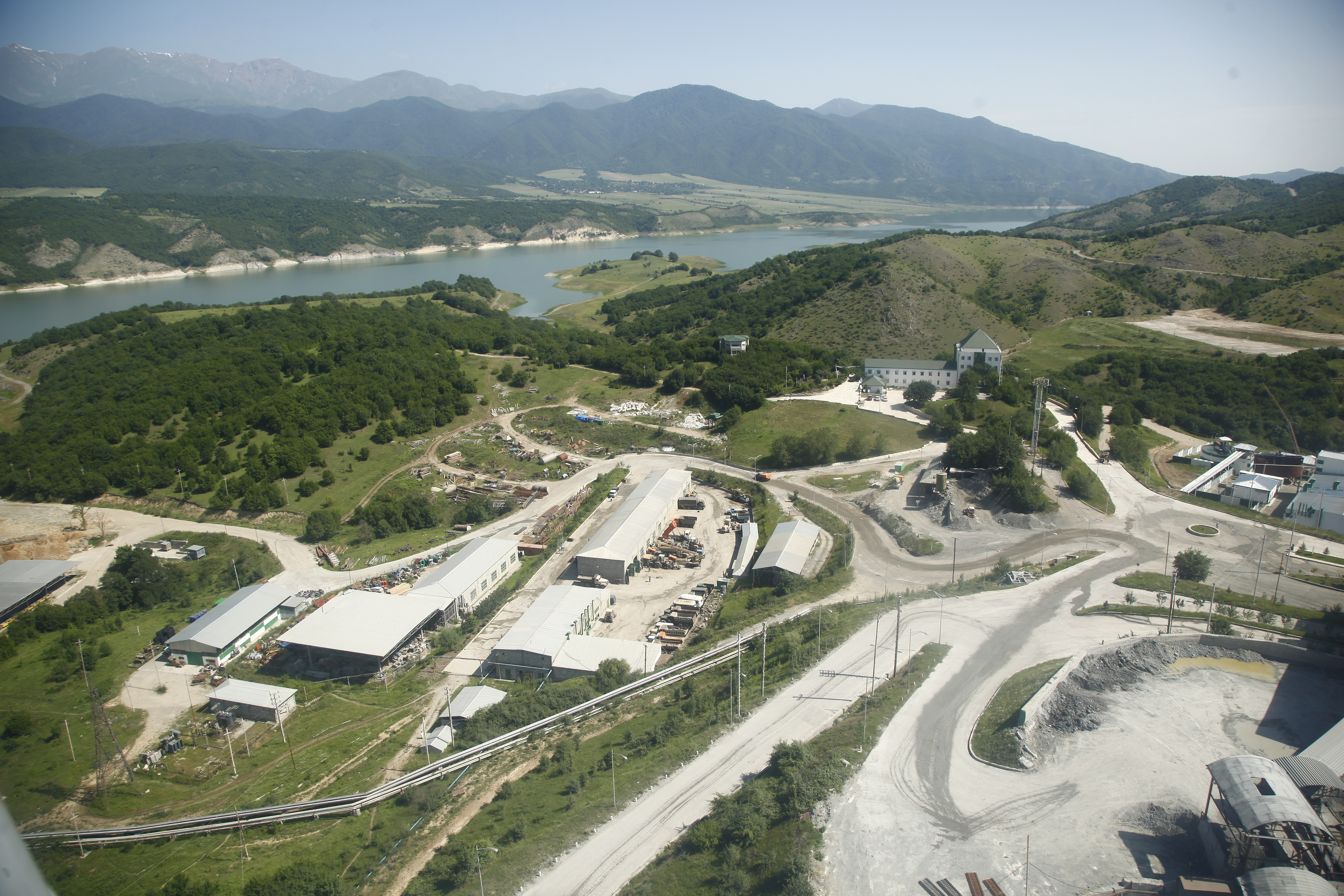
Mina en Drmbon

### Minería
Artsaj era rico en minerales. Hay depósitos y reservas de cobre, plomo, oro, azufre y hierro, principalmente alrededor de Mehmana, Drombon, Gulatagh, Kusapat, Vank, Maghavuz y Martuni, entre los ríos Tartar y Khachen y en las laderas de la montaña Mrav.
Había minas de mármol y piedra caliza principalmente en las regiones de Stepanakert, Shushi, Karaglukh, Norashen y Chartar.
Había reservas de carbón cerca de los pueblos de Maghavuz, Nareshtar y Kolatak.
También había depósitos de toba, arena y arcilla.

### Agricultura
Las ramas importantes de la agricultura eran el cultivo de cereales, la horticultura, la fruticultura y la ganadería. También se cultivaba arroz, aceite de oliva, manzana molida, etc. En 1805, Karabaj, aceptando voluntariamente el dominio ruso (confirmado en 1813 por el Tratado de Gulistan) y estando en el sistema administrativo-político y socioeconómico del Imperio Ruso, se desarrolló de acuerdo con los patrones institucionales típicos de las regiones periféricas del imperio. La revolución de octubre en Rusia (1917), la independencia de las naciones transcaucásicas y la escalada de los conflictos interétnicos llevaron la economía de los países recién independizados al borde del colapso. La economía del Alto Karabaj también se vio muy afectada. Después de la sovietización, Alto Karabaj, que recibió el estatus de región autónoma dentro de Azerbaiyán y tardó varias décadas en acercarse al nivel de 1915-1916 en términos de sus indicadores económicos puros.

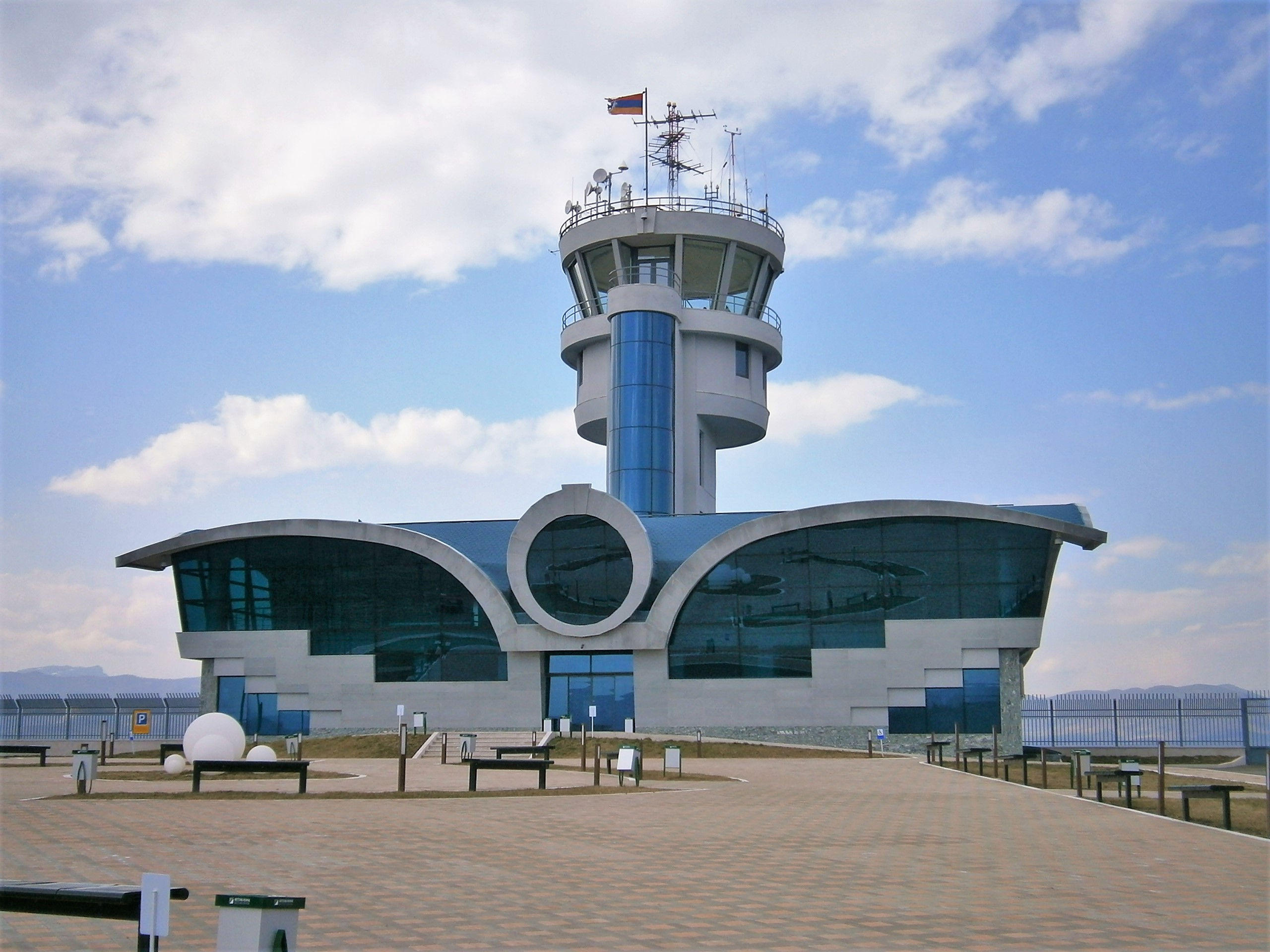
Aeropuerto de Stepanakert

## Transporte
El sistema de transporte fue severamente dañado por el conflicto de 1991-1994. Sólo la autopista Norte-Sur facilitó en gran medida el funcionamiento de las comunicaciones terrestre en el área.
Antes de la guerra de 2020, la autopista Hadrut-Stepanakert-Askeran-Martakert, de 169 kilómetros, era la línea vital de la república, y se destinaron 25 millones de dólares donados durante los telemaratones de la Fundación Hayastan All-Armenian a la construcción de la carretera.
Se planificó una nueva ruta desde la capital armenia, Ereván, hasta Stepanakert para evitar el trayecto de 8 a 9 horas a través del corredor de Lachín. Se inauguró en septiembre de 2017. Se planificó una tercera carretera en 2019. Tras la guerra de 2020, se construiriá una nueva carretera a lo largo del corredor de Lachin para evitar Shusha.
Las autoridades de la URSS abrieron una línea de ferrocarril en la región autónoma de Alto Karabaj en 1944. La línea conectaba la capital, Stepanakert, y Yevlax, en Azerbaiyán. Se construyó con el ancho estándar ruso de 1520 mm. Debido a la primera guerra del Alto Karabaj, la línea sufrió graves daños y fue cerrada.
El aeropuerto de Stepanakert, único aeropuerto civil de la república, situado a unos 8 kilómetros (5 millas) al este de la capital, llevaba cerrado desde el inicio de la guerra en 1990. Se esperaba que el aeropuerto tuviera servicios regulares de vuelo sólo a Ereván, Armenia, con la compañía estatal Artsakh Air. Para diciembre de 2021, los vuelos no habían comenzado aún.

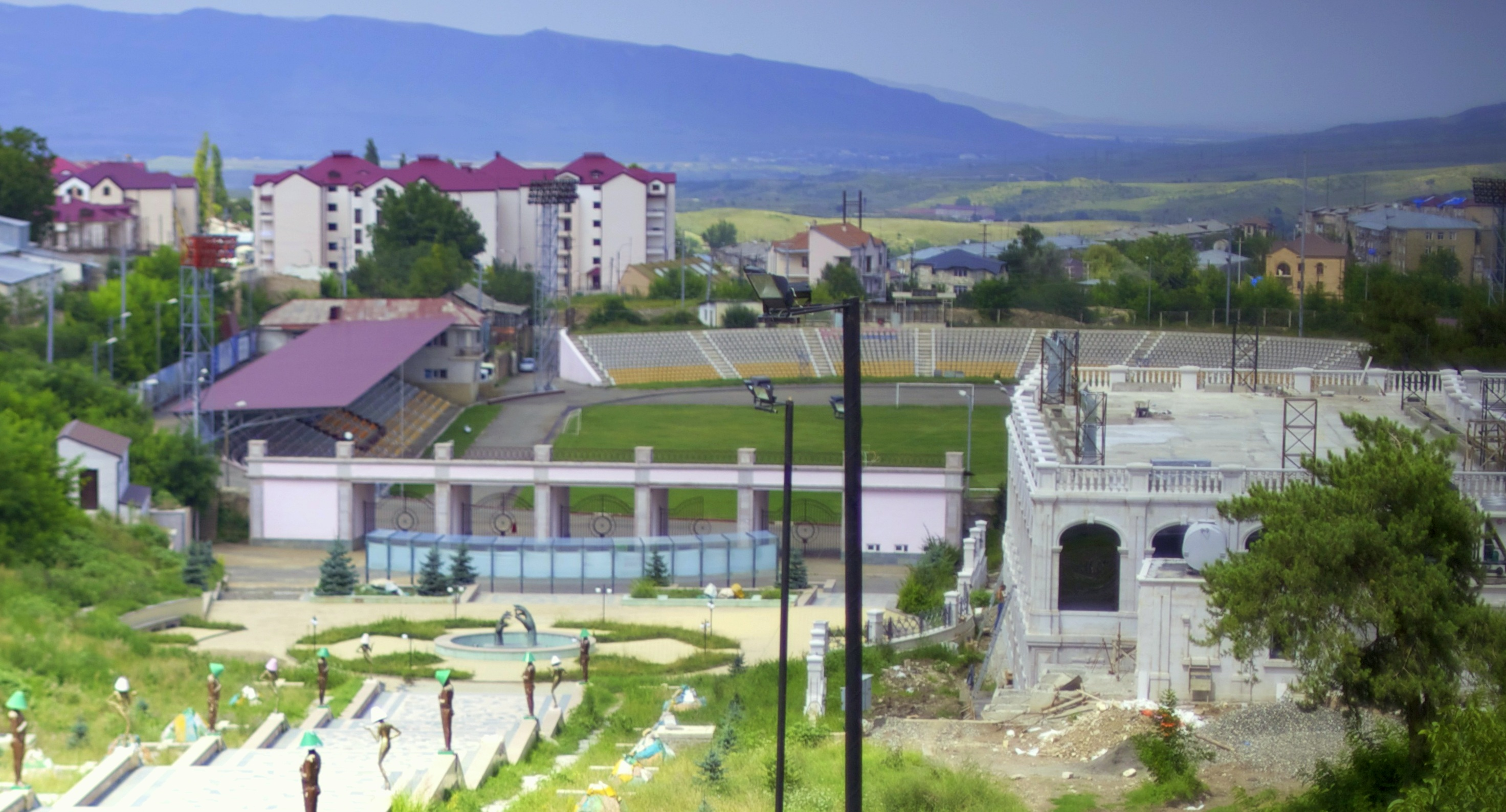
Estadio Republicano de Stepanakert

## Deporte
Los deportes en la república estaban organizados por el Ministerio de Cultura y Juventud. Debido al no reconocimiento de Artsaj, los equipos deportivos del país no podían competir en la mayoría de los torneos internacionales.
El fútbol era el deporte más popular entre la población. Stepanakert contaba con un estadio de fútbol bien equipado. Desde mediados de la década de 1990, los equipos de fútbol de la república empezaron a participar en algunas competiciones nacionales en Armenia. El Lernayin Artsakh FC representaba a la ciudad de Stepanakert. En Artsaj, los clubes de fútbol nacionales jugaban en la Liga de Fútbol de Artsaj. La liga se puso en marcha en 2009. La selección nacional de fútbol nacional se formó en 2012 y jugó su primer partido de competición contra la selección nacional de fútbol de Abjasia en Sokhumi, un partido que terminó con un resultado de empate a 1. El partido de vuelta entre los equipos no reconocidos tuvo lugar en el estadio de Stepanakert, el 21 de octubre de 2012, cuando el equipo local derrotó al equipo de Abjasia por 3-0.
También había interés por otros deportes, como el baloncesto y el voleibol. En la ciudad de Martakert se practicaba la vela.
Los equipos deportivos y los atletas nacionales también participaban en los Juegos Panarmenios organizados en Armenia.

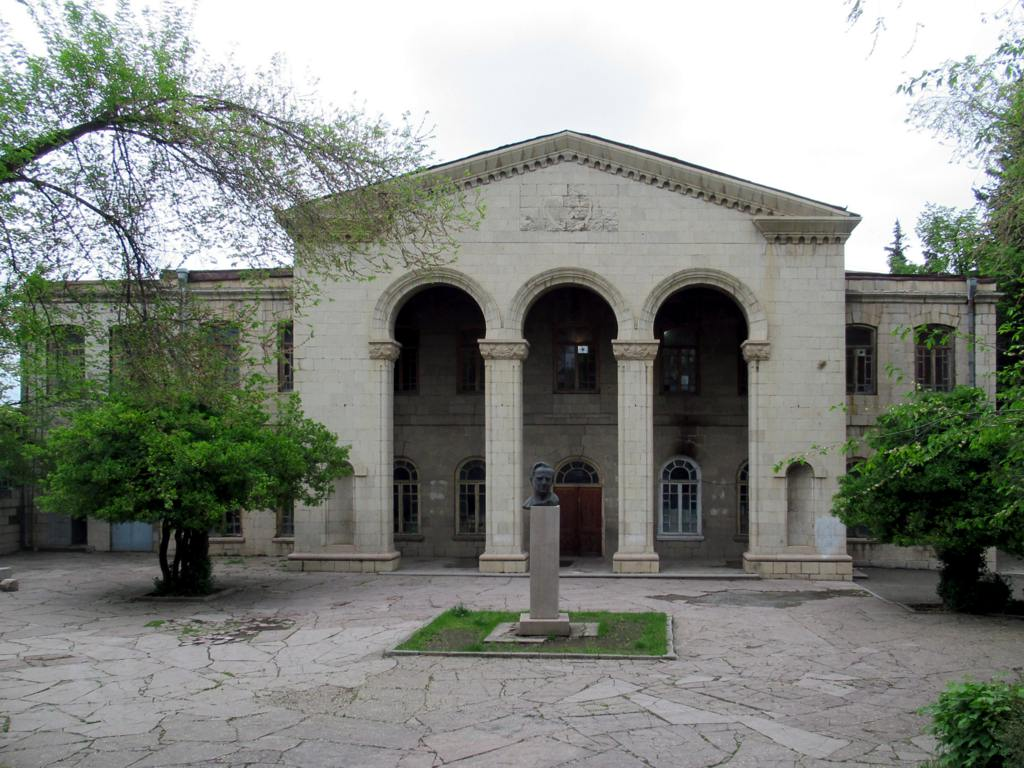
Teatro Dramático de Stepanakert

## Cultura

### Arquitectura
El territorio de la república fue llamado como el hogar de tesoros a cielo abierto de la arquitectura armenia. En el Alto Karabaj había miles de monumentos históricos y artefactos interesantes. Aparte de los edificios religiosos, también había ejemplos de arquitectura civil como antiguos castillos y fortalezas.
La historia de la arquitectura era paralela a la armenia. Se empezó a desarrollar en la era precristiana, en el siglo IV adoptó la cultura cristiana y entró en la era moderna después de que floreciera en la Era Medieval.
La principal expresión del arte en la época medieval podía verse en la arquitectura religiosa: iglesias, catedrales, capillas y monasterios. Otras formas de arte incluían manuscritos ilustrados, khachkars (en armenio:խաչքար; losas de piedra únicas armenias grabadas) y pinturas murales relacionadas con la Iglesia Apostólica Armenia. La piedra era el principal material de construcción y formaba el núcleo de las paredes. El tejado normalmente se hacía con losas de adobe de roca volcánica. En los grandes edificios de las ciudades y en los monasterios del campo, la pared exterior estaba cubierta de bloques de adobe cortados. En las estructuras arquitectónicas más modestas, como las parroquias de las provincias, se utilizaban piedras no tan bien cortadas, lo que hacía que tuvieran una apariencia más rústica.

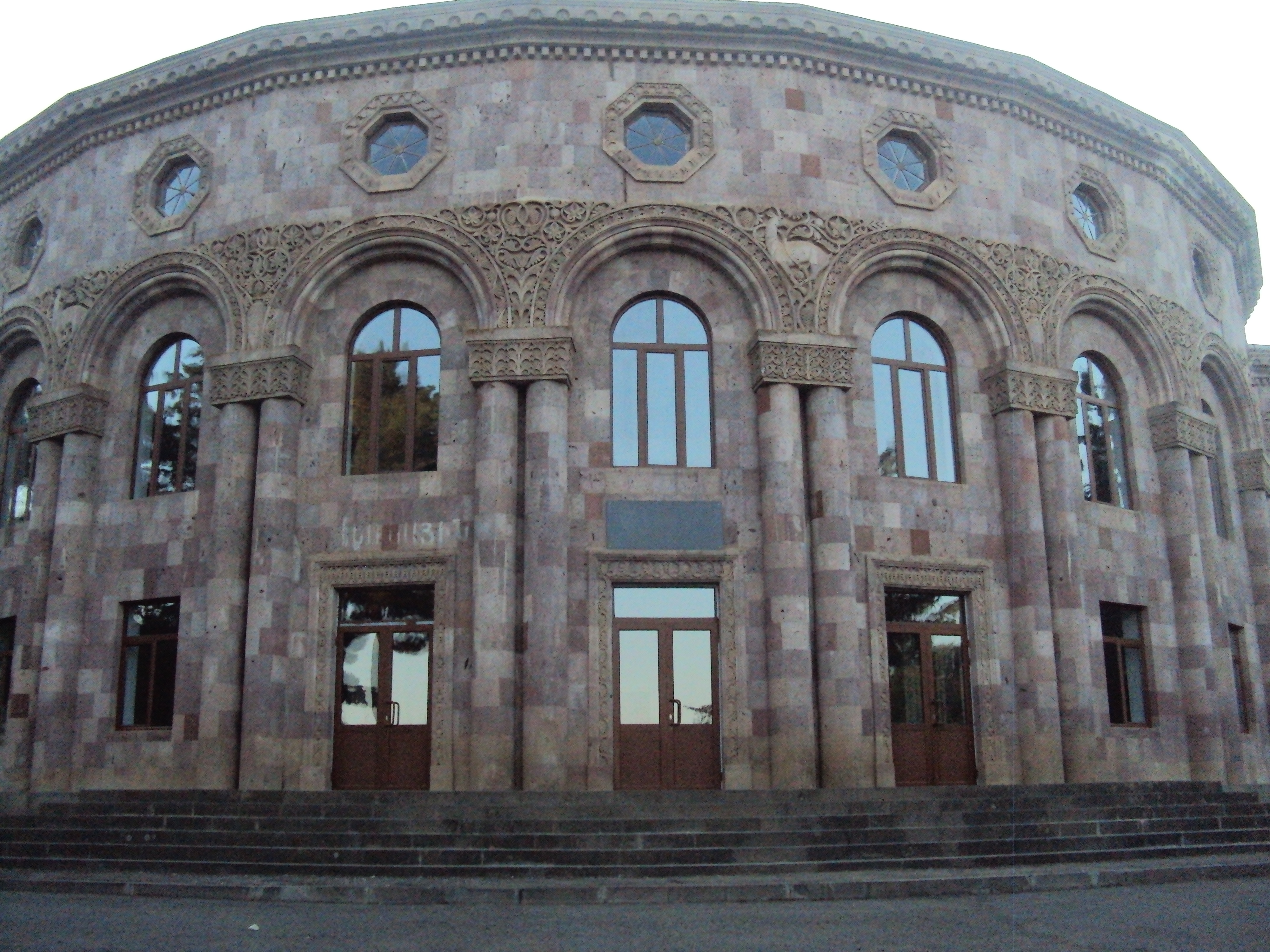
Casa de la Cultura de Chartar

Al igual que en el resto de los edificios religiosos de Armenia, los nombres de los monasterios de Artsaj incluían el término "vank" (en armenio, վանք), que significa "monasterio". Por ejemplo, Monasterio de Dadivank, Khunisavank, Khatravank, Yerits Mankants Vank y Gtichavank, entre otros. Los monasterios solían estar situados cerca de asentamientos que llevaban el nombre de "vank", por ejemplo el Monasterio de Dadivank, el Monasterio de Gandzasar y el Monasterio de Spitak Khach Vank. También como Armenia, los nombres de los castillos y fortalezas locales llevaban el nombre de "berde" (en armenio: բերդ), que significa, fuerte. Por ejemplo: Jraberd, Handaberd, Mairaberd, Khokhanaberd, etc.

### Monumentos históricos de la era precristiana

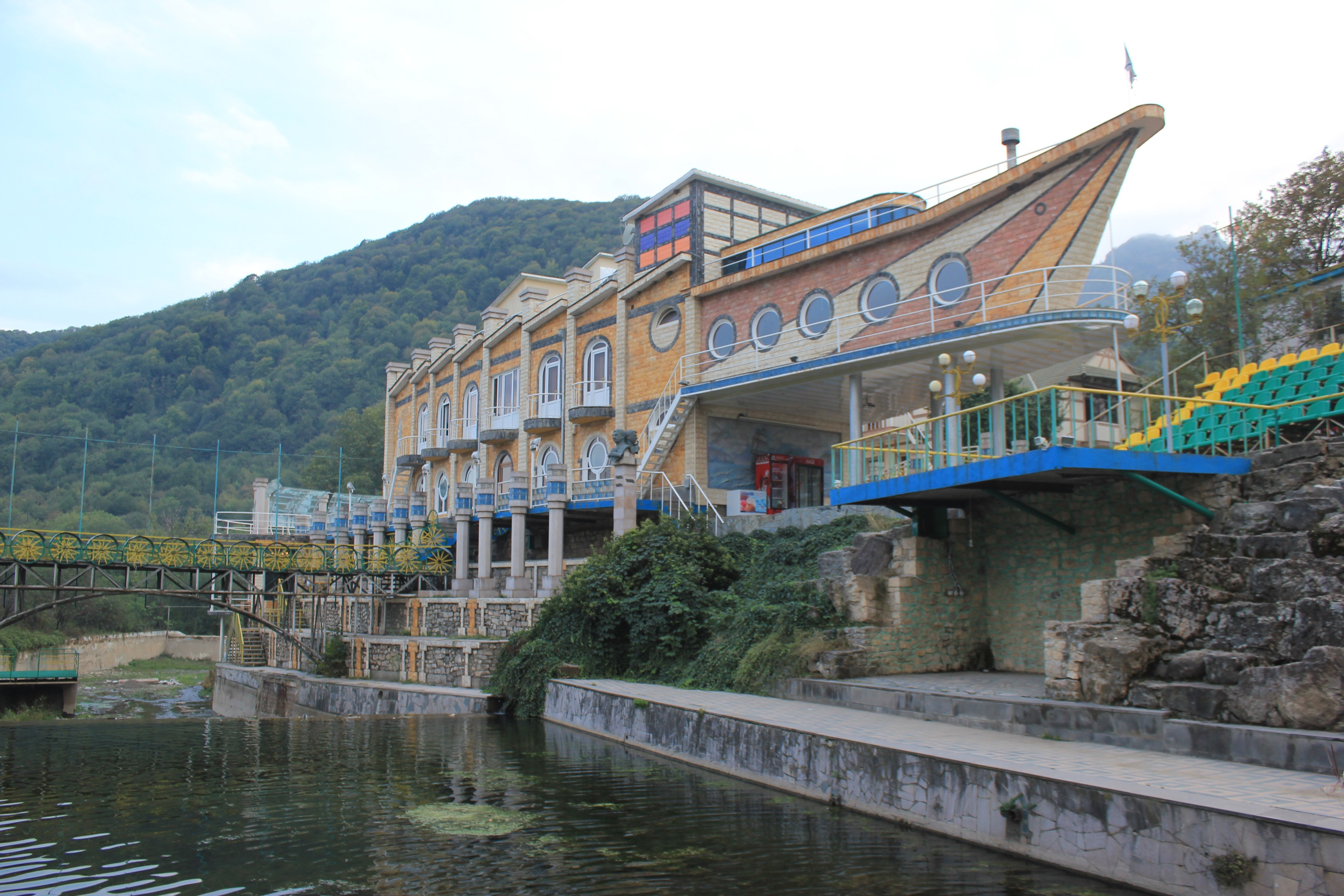
Hotel Eclectica en Vank

Los primeros monumentos de Artsakh eran de la era precristiana, cuando en la región había creencias politeístas. La forma artística más curiosa de esta época eran los grandes ídolos de piedra antropomórficos que se encontraban en las tierras bajas del este, en los condados septentrionales de Jraberd y Khachen que databan de la edad de hierro.
En las afueras del noreste de la República de Artsakh, así como además en el este de esta zona, se encontraron los sahmanakars (en armenio: սահմանաքար, que significa piedras fronterizas). Parece que su origen fuera del reinado de Artashessian (de la dinastía armenia de los Artáxidas entre el 190 a. C. y el 53 d. C.) que utilizaban las piedras con inscripciones para demarcar las fronteras de su reino. En la región, la tradición de los marcadores fronterizos con sahmanakars duró hasta la época medieval. Cerca de la ciudad de Mataghes, en el distrito de Mardakert se encontraba la piedra-marcador más grande de la época medieval, cuya inscripción indicaba que "aquí termina la provincia de Syunik".

### Monumentos de arquitectura civil
Entre los siglos XVII y XVIII se construyeron muchos palacios de meliks armenios (señores feudales). Palacio del Melik-Haikazian (en armenio: Մելիք-Հայկազյան), el Palacio del Melik-Dolukhanian (en armenio: Մելք-Դոլուխանյաո También existían palacios de épocas más antiguas que habían sido dañados por el paso del tiempo. Entre los mejores preservados estaba el Palacio de los Príncipes de Dopian, cerca de Aknaberd, en el distrito de Mardakert.
Las posadas medievales de Artsakh (llamadas "idjevanatoun", en armenio: իջևանատուն) eran unos edificios particulares. El ejemplo mejor conservado se encontraba cerca de la ciudad de Hadrut.
Antes de su destrucción en 1920, Shusha era la ciudad en la que estaba conservada la mejor arquitectura civil del país. A finales del siglo XIX, se había convertido en una de las ciudades más grandes del Cáucaso y en 1913 tenía más de 42.000 habitantes. La arquitectura de Shusha tenía un espíritu y estilo único. Este sintetizaba diseños que se habían utilizado para construir los palacios de las zonas rurales (sobre todo del sur del condado de Dizk) y elementos de la arquitectura neoclásica europea. El ejemplo más destacado de la arquitectura civil de Shusha era la casa de la familia Avanesants (siglo XIX). Los edificios administrativos de Shusha eran: el Colegio Real (1875), el Colegio Eparchial (1838), la Escuela Técnica (1881), los clubes de verano y de invierno del Ayuntamiento (1896 y 1901), el Hospital Zhamharian (1900), el Teatro Khandamirian (1891), el Colegio Femenino de la Virgen Sagrada (1864) y la Mariam Ghukassian Nobility High School (1894). Los únicos edificios que habían sobrevivido al ataque turco-musulmán a la ciudad en 1920 fueron el Colegio Real y el Hospital Zhamharian.
Los ejemplos mejor preservados de la arquitectura civil rural de Artsakh estaban en los pueblos de Banants, Getashen, Hadrut y Togh.

### Fortificaciones

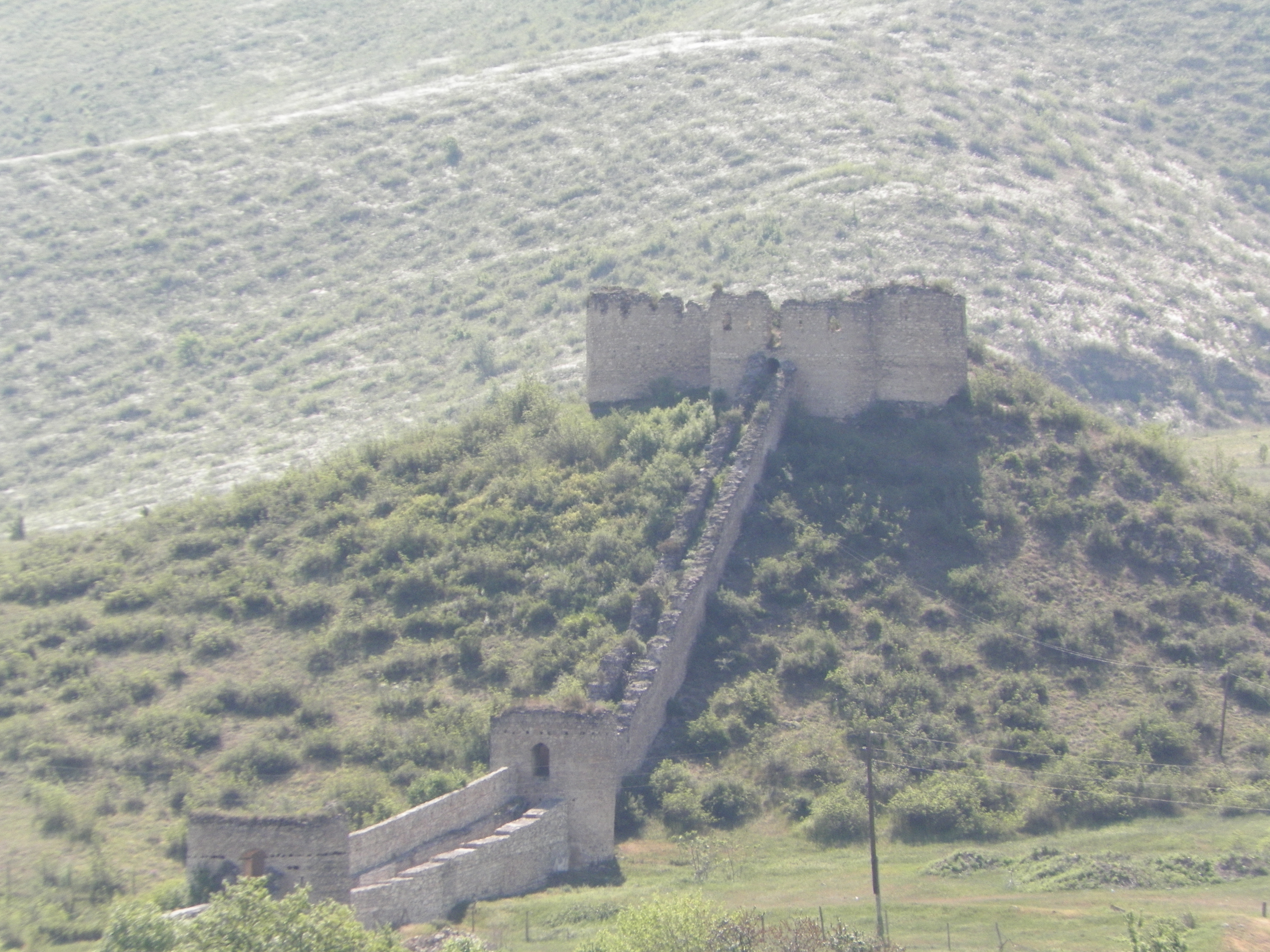
Fortaleza de Askerán

Las fortalezas de la región ("berdo", en armenio: բերդ), como en el resto de la Armenia histórica estaban construidas habitualmente sobre rocas o de las cimas de las montañas. En Artsakh existían varias familias aristocráticas que protegían sus dominios contra los invasores extranjeros que tradicionalmente provenían de las estepas orientales desde las fortalezas como Jraberd, Handaberd, Kachaghakaberd, Shikakar, Giulistan, Mairaberd, Tohaberd, Aknaberd y Aghjkaberd. Estos fuertes se establecieron desde una época muy temprana y las sucesivas generaciones contribuyeron a mejorarlos.
Cuando el Principado de Khachen de Artsaj empezó a tener vínculos con el Reino de Armenia Menor (Cilicia) (1080-1375), un estado independiente armenio al Mar Mediterráneo que ayudaba a los Croatas, un pequeño número de fortalezas de Artsakh se hicieron siguiendo la tipología cilicia.
En Karvachar se encontraba el castillo de los príncipes Vakhtagian-Dopian, el Castillo Handaberd. Este fue reconstruido con una subvención recibida del rey Levon I de Cilicia. Por eso también se llamaba "Levonaberd".
Sin embargo, las fortificaciones más remarcables del Alto Karabaj eran la Ciudadela de Shusha y la Fortaleza de Askeran. Estas dos pertenecían a la Syghnakh menor, uno de los dos principales distritos militares históricos de Artsakh que debían defender los condados meridionales de Varanda y Dizak y tenían un intrincado sistema de campamentos, centros de reclutamiento, torres de vigilancia y balizas fortificadas. Las murallas y fortificaciones de la Ciudadela de Shusha fueron construidas por su fundador, Panah Ali Khan, el fundador turqués del Kanat de Karabagh.

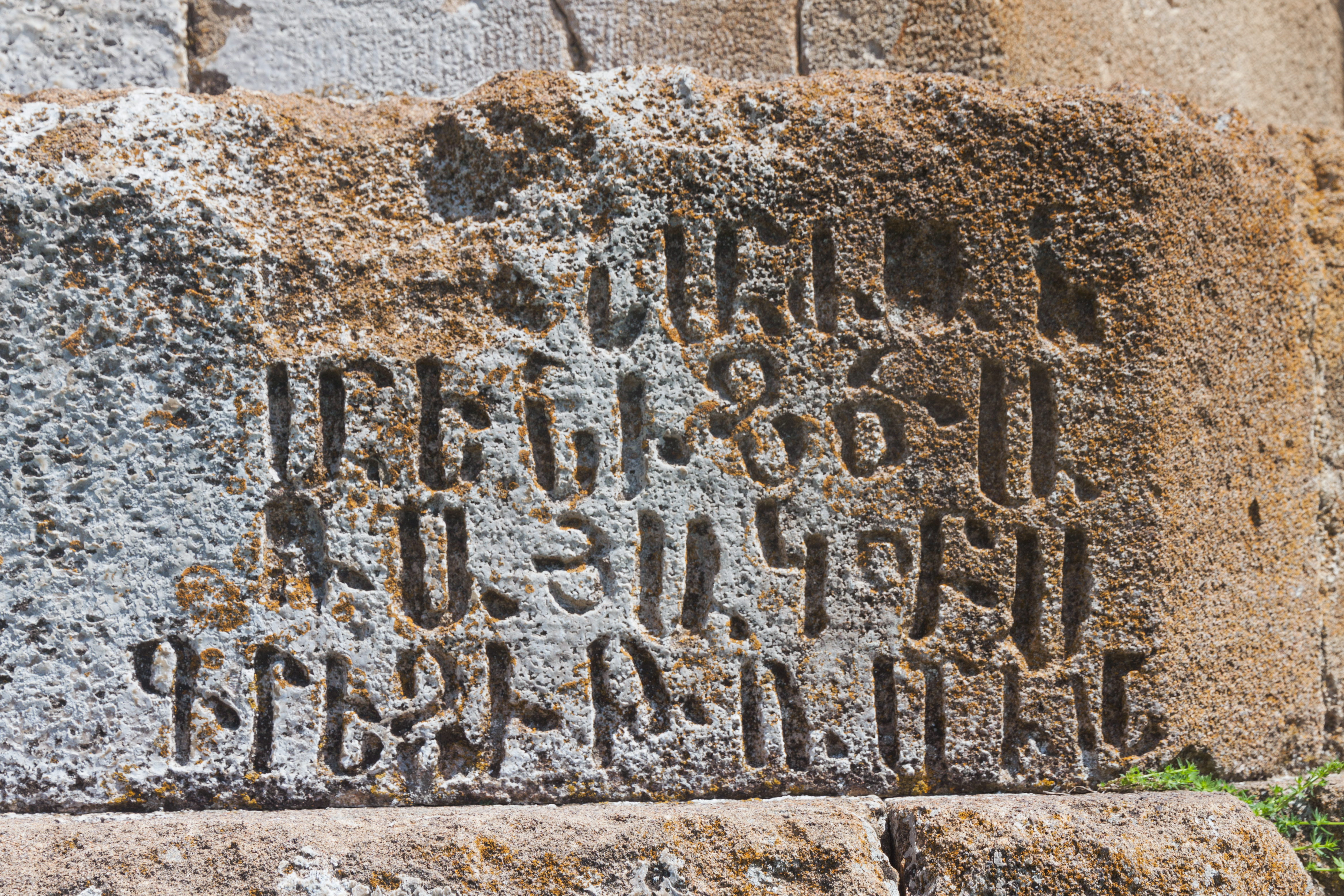
Epigrafia en la iglesia de San Juan Bautista

### Epigrafías e inscripciones en lápidas
Muchas de las paredes y fachadas de las iglesias y monasterios de Artsakh tenían textos grabados en armenio que solían proveer información detallada de la fecha de construcción, los nombres de los patrones y en ocasiones, del arquitecto. Existían cientos de estas inscripciones.
Este modo de cubrir las paredes de las iglesias y monasterios con textos ornamentados en Artsakh y en otros lugares de la Armenia histórica eran una forma única de decoración. Comparado con otros territorios armenios, en la república existía una gran proporción de textos epigráficos si tenemos en cuenta su territorio, datados desde el siglo V. Los ejemplos más importantes cubrían paredes enteras de los monasterios de Dadivank y de Gandzasar. Por ejemplo, en la Catedral Memorial de Dadivank existía una importante inscripción que cubría gran parte de su fachada meridional. En la tumba de San Gregorio, obispo de Artsaj, en el monasterio de Amaras había otro texto histórico que explicaba que él era el nieto de San Gregorio el Ilumador que fue martirizado para propagar la fe cristiana en el Cáucaso del Norte (Ciscaucasia).

### Pinturas al fresco y murales
Se conservaron pocos ejemplos de pinturas murales, pero las que se conservaban demostraban que eran importantes por la historia del arte mural armenio a causa de su composición y esquemas de colores únicos. En la Catedral Memoria del Monasterio de Dadivank se encontraba la mayor colección. Estas pinturas dibujaban a Santa María, Jesucristo y San Nicolás con un grupo de ángeles y adoradores. En las paredes del sur de la catedral mostraban a la Santa Virgen con una ropa larga y un pañuelo rojo atado alrededor de la cabeza celebrando una oración y adornada con cruces. Otro fresco retrataba a Cristo, dando la fe a San Nicolás. El fresco de la pared del norte representaba el nacimiento de Jesús, con San José y Santa María y los tres reyes magos adorándolo, al tiempo que querubines estaban cantando su gloria mientras volaban. Kirakos Gandzaketsi, autor Artsakhenc de los siglos XII-XIII, explicaba en su "Historia de Armenia" que la Reina Arzou y sus hijas tenían un talento artístico excepcional y que habrían podido pintar estos murales.
También se encontraban otros murales en la principal iglesia parroquial de la ciudad de Arajadzor de la provincia de Mardakert.

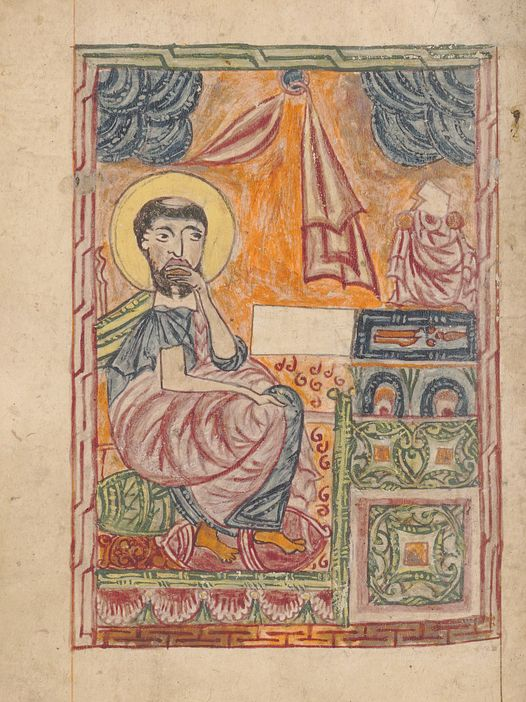
Manuscrito armenio de Artsaj

### Miniaturas en manuscritos
En la república hubo más de treinta scriptoriums medievales que habían producido un número importante de manuscritos, sobre todo durante los siglos XIII y XIV. Se encontraban escritorios importantes en Gandja (Azerbaiyán), Gandzasar, Khoranashat, Targmanchatz, La Virgen Sagrada de Tzar y en Yeris Mankants. En las regiones de Artsaj y de Utik había un grupo de miniaturas específicas que tenían un estilo lineal y poco adornado que les hacía parecer a las ilustraciones de las escuelas de la provincia de Syunik y Vaspurakan. Estas composiciones eran simples y monumentales, a menudo con una iconografía original y distinguida de los modelos romanos de Oriente. Además de historias bíblicas, muchos manuscritos mostraban imágenes de los gobernantes de la región que solían ordenar la reescritura e iluminación de los textos. En el Matenadaran (Instituto de Manuscritos Antiguos de Ereván, Armenia) se conservaba la importante colección núm. 115 que contenía una miniatura-retrato del Príncipe Vakhtang Tangik (en armenio: Վախթանգ Թանգիկ, Vakhtang el precioso), Señor de Haterk.
Durante los siglos XII-XIII, en Artsaj y Utik funcionaron varias docenas de scriptoriums bien conocidos. La mejor época de las miniaturas se podía dividir en dos períodos principales. El primero incluía la segunda mitad del siglo XII y principios del XIII y el segundo iba desde la segunda mitad del siglo XIII hasta principios del siglo XIV. Entre los trabajos más interesantes de la primera etapa, cabe mencionar el manuscrito núm. 378 del Matenadarán, que se llama la Oración del Príncipe Vakhtang Khachentsi (1212) y el manuscrito nº4829 del Matenadaran, un evangelio producido en 1224 que se asocia con la Princesa Vaneni Jajro.

### Alfombras y mantas
Las alfombras y las mantas eran una forma artística característica de la región del Cáucaso. Se sabe que durante el siglo X en el mundo árabe se daba mucho valor a las alfombras de la zona. El historiador Kirakos Gandzaketsi mencionaba que las princesas Arzou y Khorishah hicieron bordados y cortinas de altares a mano en el monasterio de Dadivank. Durante el siglo XIX en diversas exposiciones de arte internacionales de Moscú, Filadelfia y París se exhibió ejemplos de alfombras de Artsakh.
La abundancia de mantas que habían sido producidas en el período moderno tenía raíces en una sólida tradición antigua. Además, investigaciones empezaron a dar luz a la importancia de la región en la historia de un grupo de mantas clasificadas como "Caucásicas". Había muchos tipos de mantas. Por ejemplo, mantas con patrones de "eaglebands" o "sundurst" eran subtipos de alfombras en las que aparecían dragones que estaban hechos en un centro manufacturero del condado de Jraberd, en el que eran característicos grandes medallones radiantes. Otras mantas estaban ornamentadas con serpientes o nubes con medallones octogonales.
En Artsakh también encontrábamos algunas de las alfombras más antiguas con inscripciones armenias, ya desde el siglo XVII. Además, cabe destacar que la mayoría de las alfombras que incluían inscripciones en armenio provenían del Alto Karabaj.

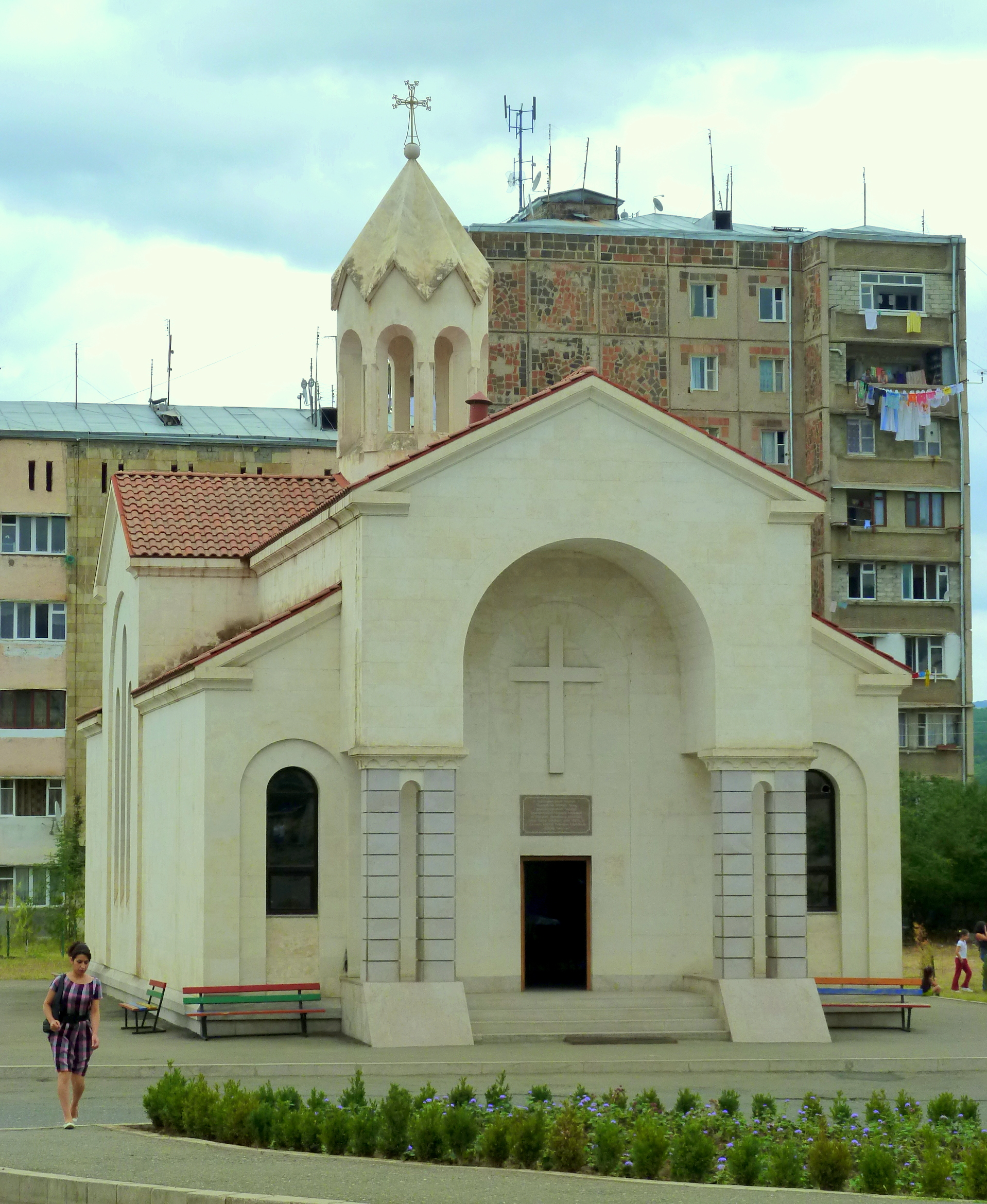
Iglesia de Santiago en Stepanakert

### Arquitectura religiosa
A principios de la edad medieval, Artsakh y las provincias limítrofes de Utik y Payrtakaran eran conocidas de manera conjunta como las jefaturas orientales de Armenia (en armenio: Կողմանք Արևելից Հե religiosos armenios. Los misioneros más destacados fueron San Gregorio el Iluminador (en armenio: Սբ. Գրիգոր Լուսավորիչ; desde el 301) y San Mesrobo de Armenia (en armenio: Սբ. Մեսրոբ Մաշտոց, 361-440), el creador del alfabeto armenio.
Había una serie de monumentos cristianos que habían sido identificados propios de este período vital de la historia armenia como uno de los primeros lugares cristianos del mundo. Entre esta se encontraba el Monasterio de Amaras (en armenio: Ամարասի Վանք) que, según autores antiguos como el padre de la historiografía armenia, Movses Khorenatsi (410 - 490) fue fundado en el siglo IV por el mismo San Gregorio. La parte más antigua de este monasterio era el martirium de San Gregorio y de su nieto, el Obispo de Aghvank que fue asesinado por paganos alrededor del año 338 cuando enseñaba fe cristiana en la tierra de los mazkuts (en la actual Daguestán, en Rusia). El mausoleo de San Gregorio es una cámara funeraria equipada con dos vestíbulos laterales que sirvió como cripta de la iglesia durante mucho tiempo. Amaras era un monasterio de la Iglesia Apostólica Armenia. San Mesrobo, en su viaje a Artsaj a principios del siglo V, estableció una escuela en Amaras en la que inventó el alfabeto armenio en 405 con propósitos pedagógicos. Durante 35 años, hasta su muerte en 440, Mesrob reclutó a equipos de monjes para traducir obras religiosas, científicas y literarias del antiguo mundo al armenio. Gran parte de esta tarea se hizo en el monasterio de Amaras. La descripción de la estancia de este santo en Artsakh y en Utik era uno de los capítulos más importantes de la historia de Artsaj escrita por Movses Dasxuranci en el siglo VII.
El Monasterio de Targmanchats (en armenio: Սբ. Թարգմանչաց Վանք) situado cerca de Karhat era otro templo relacionado con la misión de San Mesrob. La palabra Targmanchats (en armenio: Թարգմանչաց, los Santos Traductores) designaba a San Mesrob y a San Sahak Partev (en armenio: Սբ. Սահակ ՊՀումեեեեերորորթրրթև). San Sahak Partev tradujo la Biblia al armenio del siríaco en 411. La iglesia principal de este monasterio, que fue reconstruido en 989, consistía en una nave única con un ábside en el este flanqueado por dos pequeñas habitaciones.
La Basílica de San Gevorg (en armenio: Սբ. Գևորգ, San Jorge) del Monasterio de Tzitzernavank (en armenio: Ծիծեռնավանք), en Kaashatagh era tanto un importante lugar religioso como un mejor lugar preservado como el mejor ejemplo preservado que data de los siglos V y VI. Estaba situado cerca del Corredor de Lachín, el territorio que conectaba Artsaj con Armenia. La palabra Tzitzernavank proviene de la raíz "tzitzern" (pequeño dicho, en armenio clásico) y tiene que ver con un período de la historia del monasterio en el que se creía que conservaba unas reliquias de San Jorge. Este monasterio había sido posesión de la eparquía de Tatev, de donde era un centro religioso destacado, según el historiador del siglo XIII Stephanos Orbelian y el obispo Tovma Vanadetsi en 1655. Desde 1992, el monasterio de Tzitzernavank se renovó y empezó a realizarse un festival el día de san Jorge. Fue un monasterio activo de la Iglesia Apostólica Armenia.
En Armenia y en Artsaj había muchas iglesias con una cúpula en forma radial o con una planta cruciforme que eran del siglo VII. Un buen ejemplo de estos templos característicos es la capilla de Vankasar, en la que la cúpula y su campanario estaban en la planta principal de la nave en forma de cruz. Esta estaba en la frontera oriental de la República de Artsaj y se creía que fue fundada por el monarca del Reino de Artsaj, Vachagan II el Piadoso a principios de la dinastía Arranshahik. La iglesia Okhta Trne de Mokhrenes, (siglos V-VII) era otro ejemplo. La capilla del Santo Saber, de Mardakert, tenía una planta menos común de cruz libre con una cúpula.
En varias épocas, la arquitectura de Artsaj difería de la evolución que seguía la arquitectura armenia. Se sugirió que existían formas de las plantas de las iglesias que se encontraban en otras regiones de Armenia en el siglo VII que no se hallaban en Artsaj.